# A-4 (航空機)
A4D / A-4 スカイホーク
飛行するA-4E 151194号機
(米海軍第164攻撃飛行隊所属、1967年撮影)
- 用途：攻撃機
- 分類：艦上攻撃機
- 設計者：エドワード・ヘンリー・ハイネマン
- 製造者：ダグラス・エアクラフト社
- 運用者

  -  アメリカ合衆国
    -  アメリカ海軍
    -  アメリカ海兵隊　ほか
- 初飛行：1954年6月22日[1]
- 生産数：2,960機
- 生産開始：1956年10月
- 退役

  - 1998年（アメリカ海兵隊）
  - 2003年（アメリカ海軍）
- 運用状況：一部輸出国にて現役
- ユニットコスト：86万USドル（初期生産500機分単価）

A-4 スカイホーク（Douglas A-4 Skyhawk ）はアメリカ合衆国のダグラス社が開発し、アメリカ海軍などで運用された艦上攻撃機である。
愛称の「スカイホーク (Skyhawk)」は空の鷹の意。当初はA4Dの名称であったが、アメリカ軍による1962年の命名規則変更の際、A-4に改称された。

## 開発と設計
1952年6月、アメリカ海軍から小型攻撃機XA4D-1の発注を受けたダグラス社は、設計主務者をエド・ハイネマンとして設計を進めた。ハイネマンは「軽量、小型、空力的洗練を追求すれば自ずと高性能が得られる」とのコンセプトに基づき、海軍側の見込んだ機体重量14tの半分に満たない6.7tという小型かつ軽量な機体に仕上げた。1952年10月には前量産型YA4D-1の発注も行われている。
1954年6月22日に初飛行。1955年10月15日には量産3号機が500km周回コースの速度記録を達成している。
主翼形状はデルタ翼だが通常の尾翼を持つ。主翼を折り畳まずに航空母艦のエレベーターに積載できる機体規模で、爆弾倉を省略し外部兵装は翼下パイロンに搭載することとされた。
折り畳み機構や爆弾倉の廃止は、それぞれ主翼部や胴体部の軽量かつ頑丈な設計に貢献した。翼下パイロンに搭載物を外装するには搭載物の抗力（空気抵抗）低減が欠かせないが、搭載するMk.80シリーズのAero 1Aと呼ばれる8:1の全長直径比を持つ低抗力の外形は、本機の主任設計者ハイネマンによる1946年における研究に基づくものである。
その他にも方向舵は1枚の薄板を両面から桁で補強する（A-4B以降）など、構造を簡潔にまとめて小型軽量ながら堅牢な機体に仕上がっており、このクラスの機体としては異例とも言える兵装搭載量を持ち、小型の空母や900～1,200m程度の野戦滑走路でも十分に作戦できる離着陸性能を有していた。
この完成度の高さと簡潔さを併せ持つ機体設計は、信頼性・経済性においても優秀なものであった。たった6本のボルトを外すだけでエンジンを取り出せるなど整備性にも優れ、安価であることから数多くの国で導入された。アメリカ軍で余剰化した機体が再生・改修の上で輸出された例も多い。

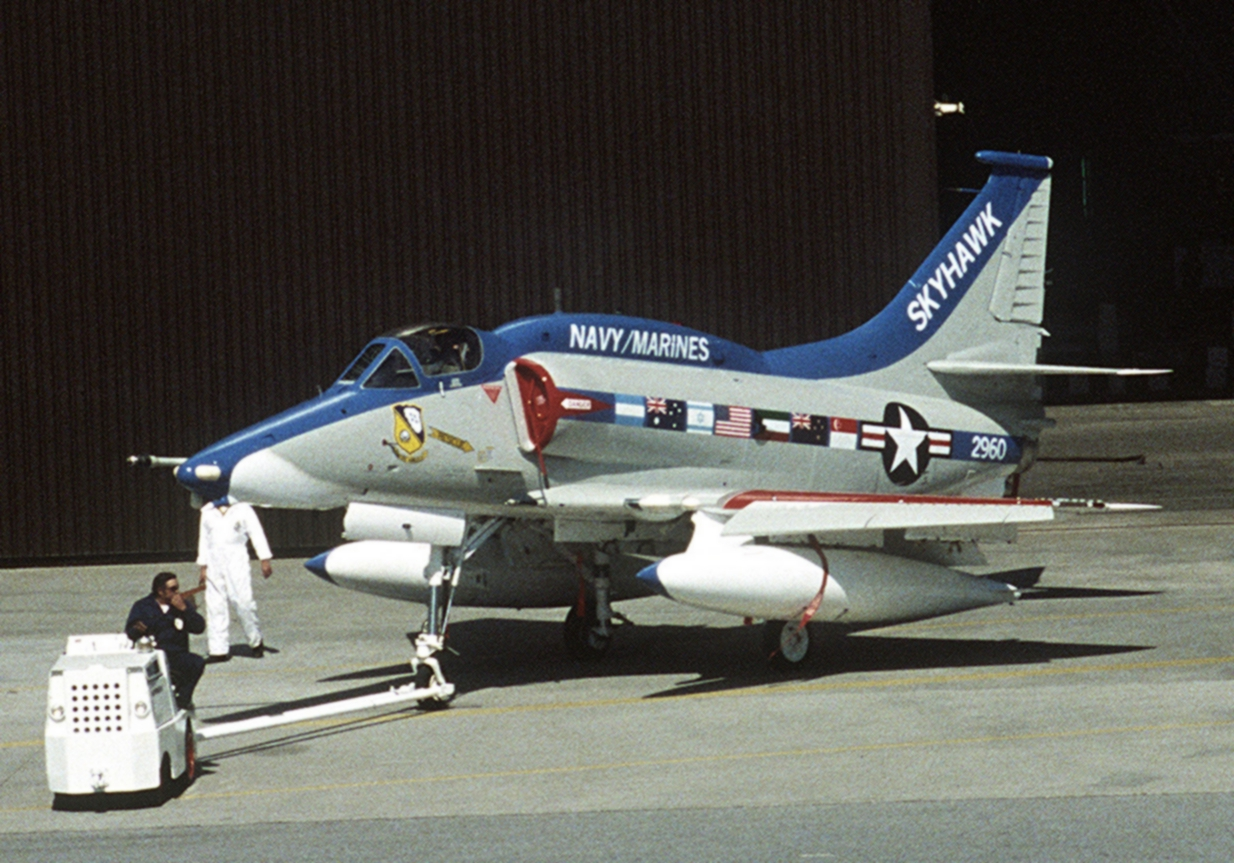
1979年2月27日、マクドネル・ダグラス社ロングビーチ工場で完成したA-4M。
本機はA-4シリーズの最終製造機（2,960号機）のため、特別記念塗装が施されている。
機体側面部には1979年までにA-4を採用・導入したアルゼンチン、オーストラリア、イスラエル、アメリカ、クウェート、ニュージーランド、シンガポールの国旗が描かれている。

1967年にマクドネル・エアクラフト社と合併し社名がマクドネル・ダグラスに変更されて以後もA-4の改良・生産は継続され、1979年の製造終了までの25年間に、各型合計2,960機が製造された。
この間にベトナム戦争に参加し、イスラエルに供与された機体は第四次中東戦争に投入された。フォークランド紛争ではアルゼンチン軍の機体としてイギリス軍を攻撃した。湾岸戦争時にもクウェート空軍のA-4KUがイラク空爆に参加した。
軽量で強靭な機体であったため「ハイネマンのホットロッド」とあだ名され、操縦のしやすさから練習機としても運用された。良好な運動性からアメリカ海軍戦闘機兵器学校（通称トップガン）においては仮想敵機役となったり、アメリカ海軍のアクロバット飛行チームであるブルーエンジェルスで使用されたりした。
高い機動性により、空対空戦闘で敵戦闘機を撃墜した事例も存在する。ベトナム戦争中の1967年5月1日、アメリカ海軍の空母ボノム・リシャールから離陸した"VA-76 スピリッツ"攻撃飛行隊のセオドア・R・スワーツ少佐の操縦するA-4Cスカイホークが、北ベトナム軍所属のMiG-17を対地攻撃用のズーニー・ロケット弾で撃墜した。スワーツ少佐はこの功績によりシルバースターを授与された。
1970年5月12日には、イスラエル空軍第109飛行隊の飛行隊長であり、"ミスター・スカイホーク"のニックネームで呼ばれたエズラ・ドタン大佐の操縦するA-4Hスカイホークが、2機のシリア軍所属のMiG-17を、対地攻撃用のロケット弾およびDEFA 30mm機関砲でそれぞれ撃墜した。
アメリカでは退役済みであり、高等練習機としてTA-4を長く使用してきたイスラエル空軍とシンガポール空軍でも、アレーニア・アエルマッキ M-346に更新されて退役した。艦上機としてはAF-1の名称で、ブラジル海軍の空母「サンパウロ」が2017年2月14日に退役するまで運用された。また、各国で退役した機体にはドラケン・インターナショナルなどの民間軍事会社に払い下げられて引き続き飛行しているものもある。

## 派生型
命名規則変更後の型式番号にA-4Dはないが、これは変更前の番号であるA4Dとの混同を避けるためである。
海外向けについては後述するため割愛。

### 試作機
XA4D-1
試作機。無武装。1機製造。
YA4D-1
前量産型。20mm機関砲2門（装弾数各100発）搭載。19機製造。

### A-4A

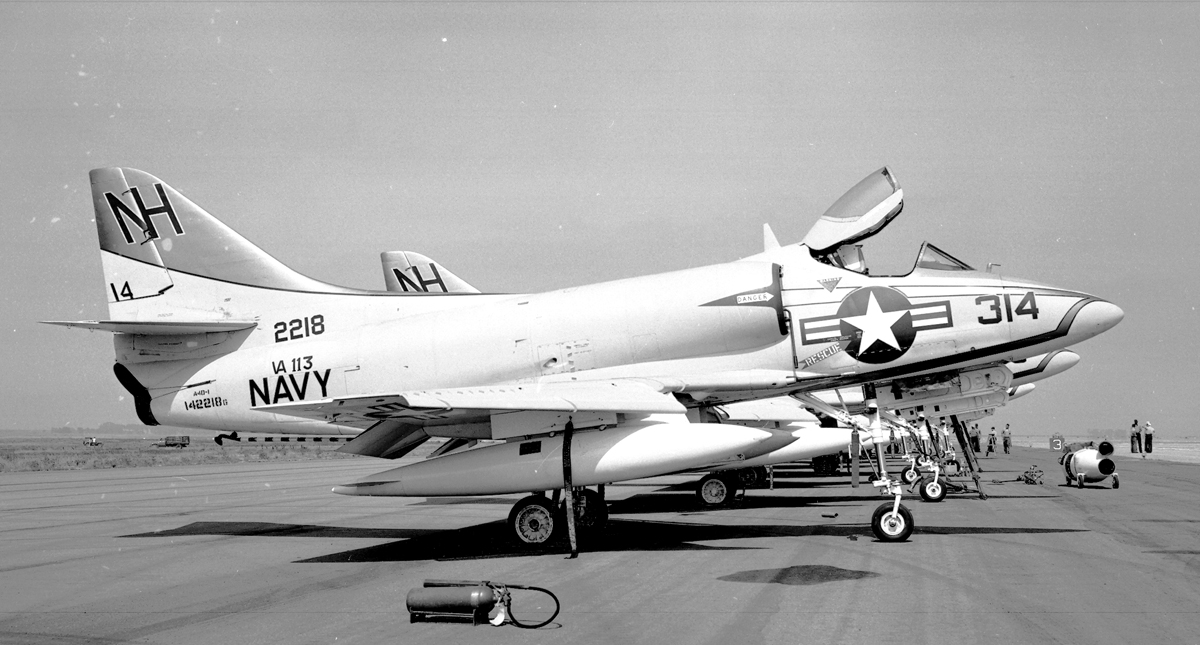
A-4A。機首右舷の空中受油プローブは未設置

最初の量産型。旧呼称A4D-1。レーダーは無く昼間攻撃専用。ハードポイントは3箇所。146機製造。

### A-4B系

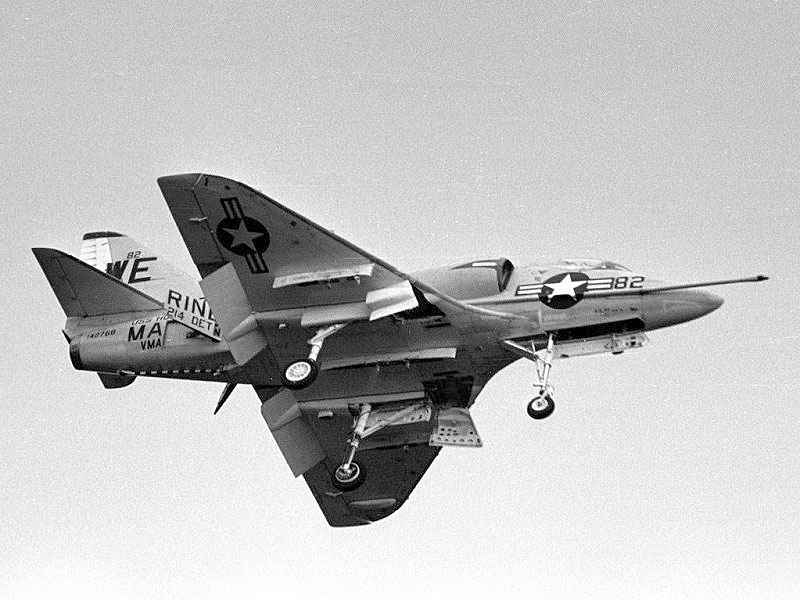
A-4B。ハードポイントは胴体と左右主翼それぞれの下部に1か所ずつの、計3か所

A-4B
旧呼称A4D-2。空力面改良、空中給油用の受油プローブを機首右舷に追加。542機製造。

### A-4C系

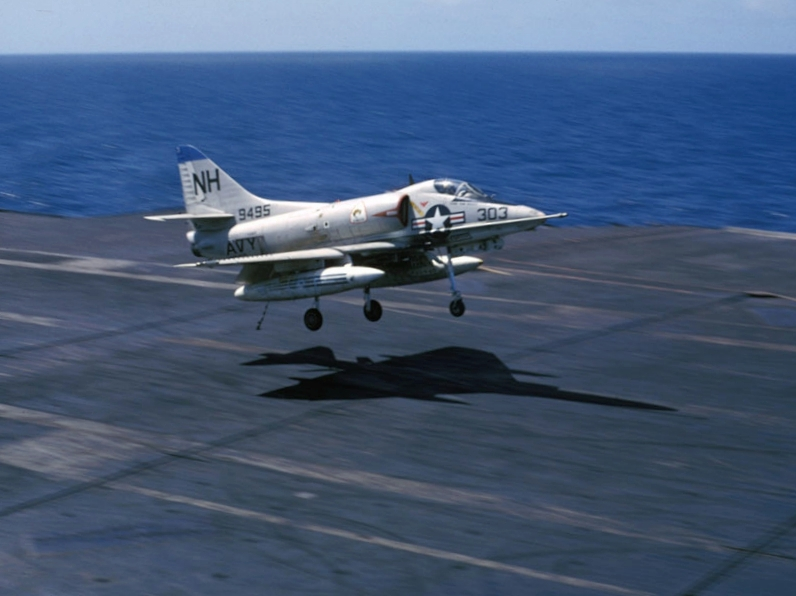
空母キティホークに着艦するA-4C

A-4C
旧呼称A4D-2N。この型よりレーダーを装備し全天候能力を追加。カーチス・ライト製J65-W-16C（離昇推力36.5 kN）エンジンを装備。638機製造。
A-4L
海軍予備役航空隊のための能力向上型。胴体上部にアビオニクスパックを装備し電子装備をA-4F並みに強化。A-4Cより100機改修。

### A-4E系

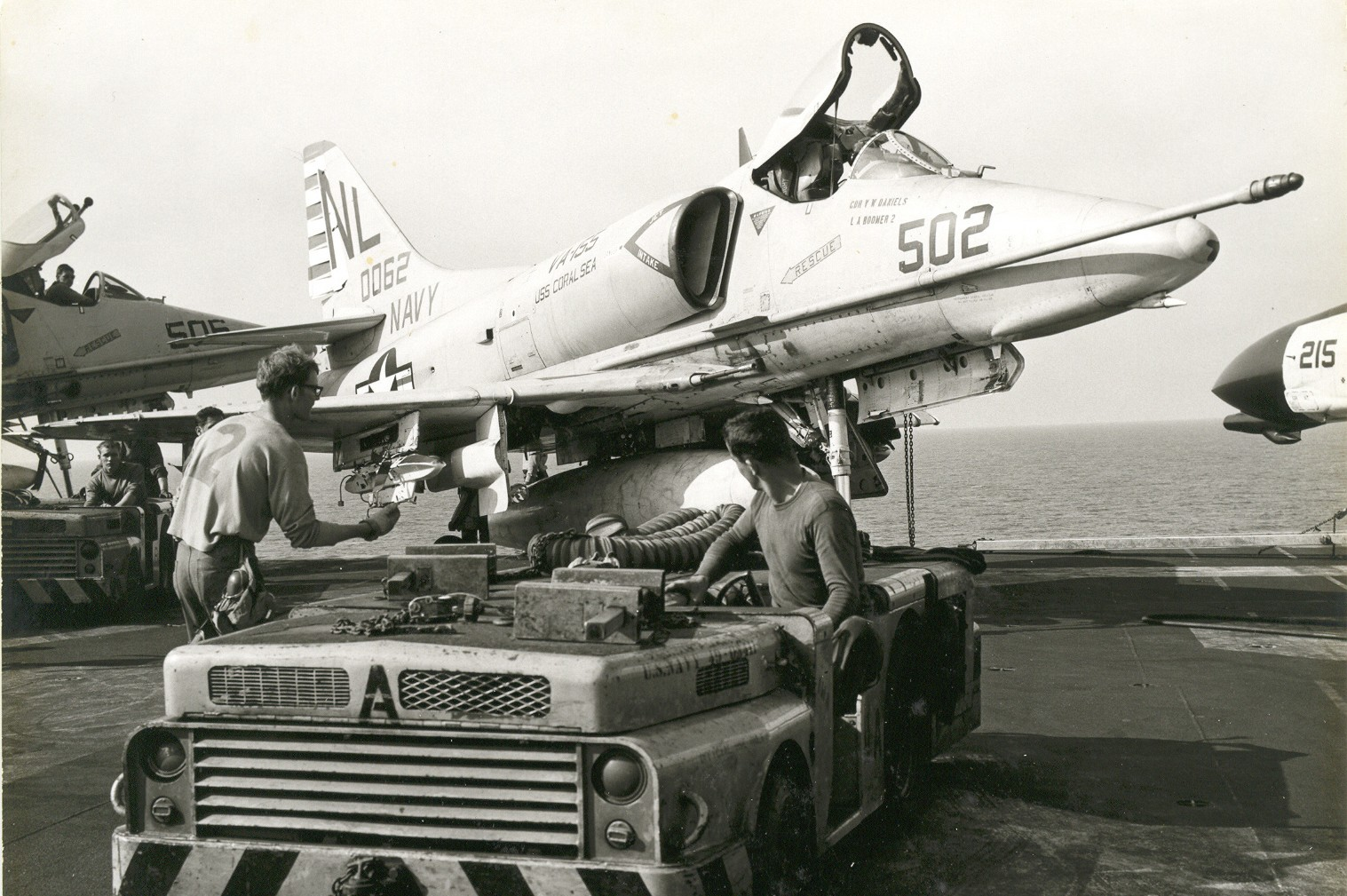
空母「コーラル・シー」艦上のA-4E。A-4C以前の機体と異なり、空気取入れ口と胴体の間にスプリッターベーンが開けられている

A-4E
旧呼称A4D-5。エンジンをJ65からP&W製J52-P-6A（推力3.85t）に換装するとともに、エアインテークに境界層を吸い込まないためのスプリッターベーンを設置した。ハードポイントを5箇所へ増設。電子装備強化のために機首が延長されている。後に、胴体上部にアビオニクスパックを増設し性能を向上させた。496機製造。

### A-4F系

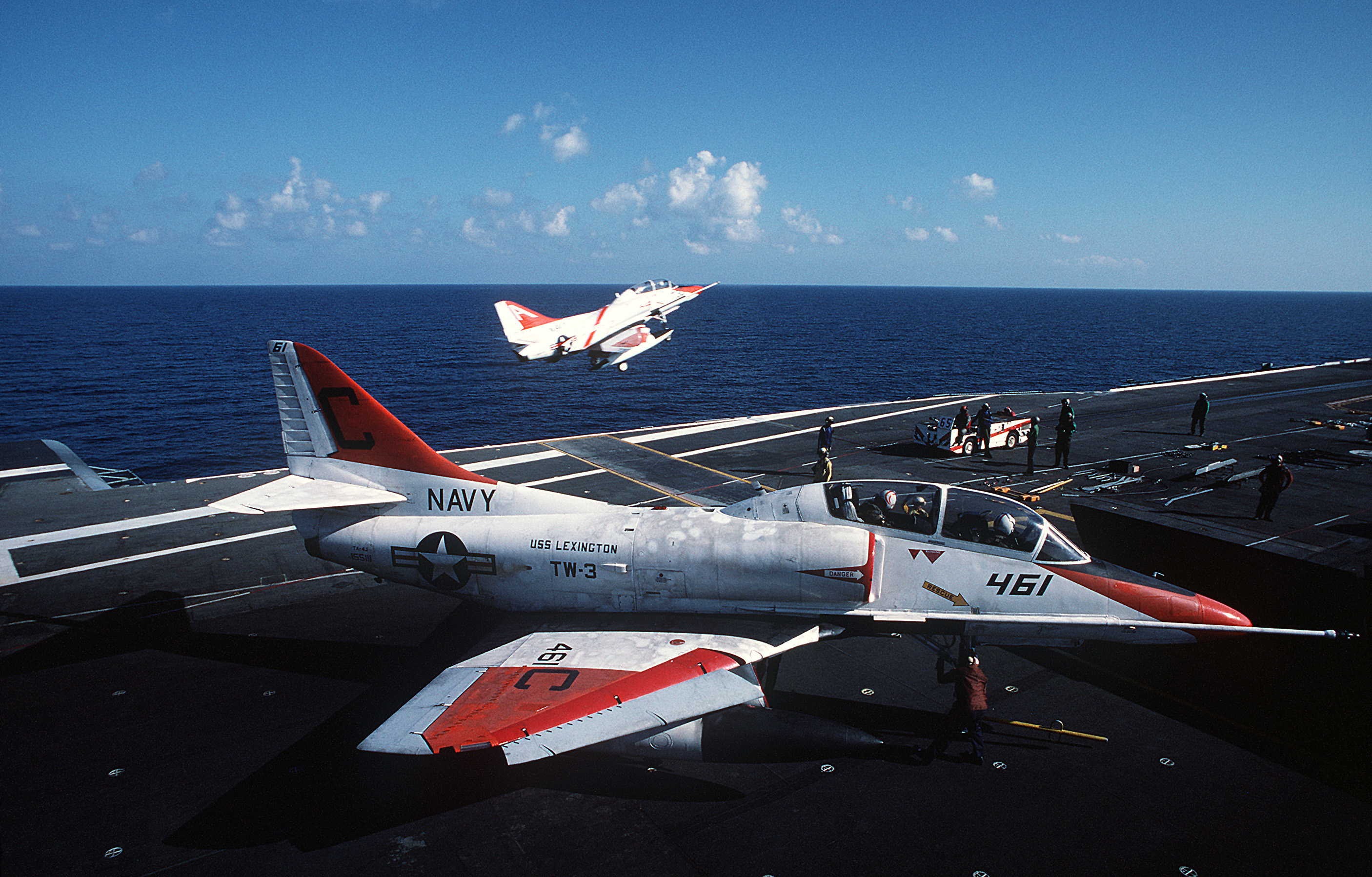
練習空母レキシントン艦上のTA-4J

A-4F
J52-P-8A（推力4.2t）エンジン搭載、後に100機がJ52-P-401（推力4.99t）に換装。この型以降、前輪のステアリング機構を追加。背面のアビオニクスパックを生産段階より装備。146機製造。ブルーエンジェルスで1973年から1986年まで使用された。
TA-4F
A-4Fの複座練習機型。241機製造。後に1機を除いて全機がTA-4Jへ改造された。
EA-4F
電子戦訓練機。4機がTA-4Fより改修。
TA-4J
複座練習機型。エンジンを推力低下型のJ52-P-6（推力3,854kg）に換装。ハードポイントを2箇所へ減らし、兵装搭載能力も簡略化。機関砲は1門に削減した機体と完全に廃止した機体が存在する。227機が新規に生産された他、後に多くのTA-4Fがこの型式に改修された。

### アメリカ海兵隊系

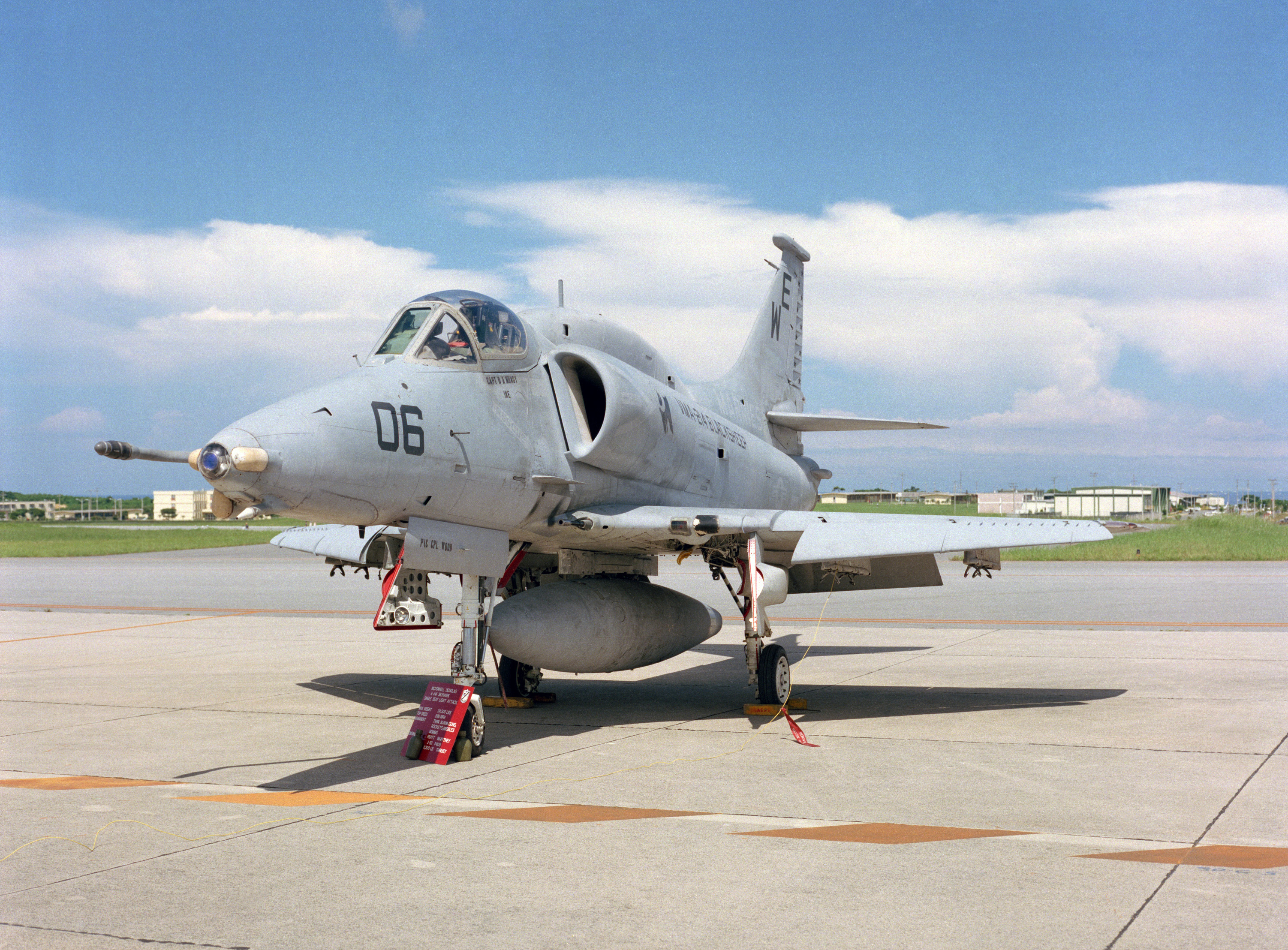
A-4M。機首先端部にAN/ASB-19 ARBSを装備している。

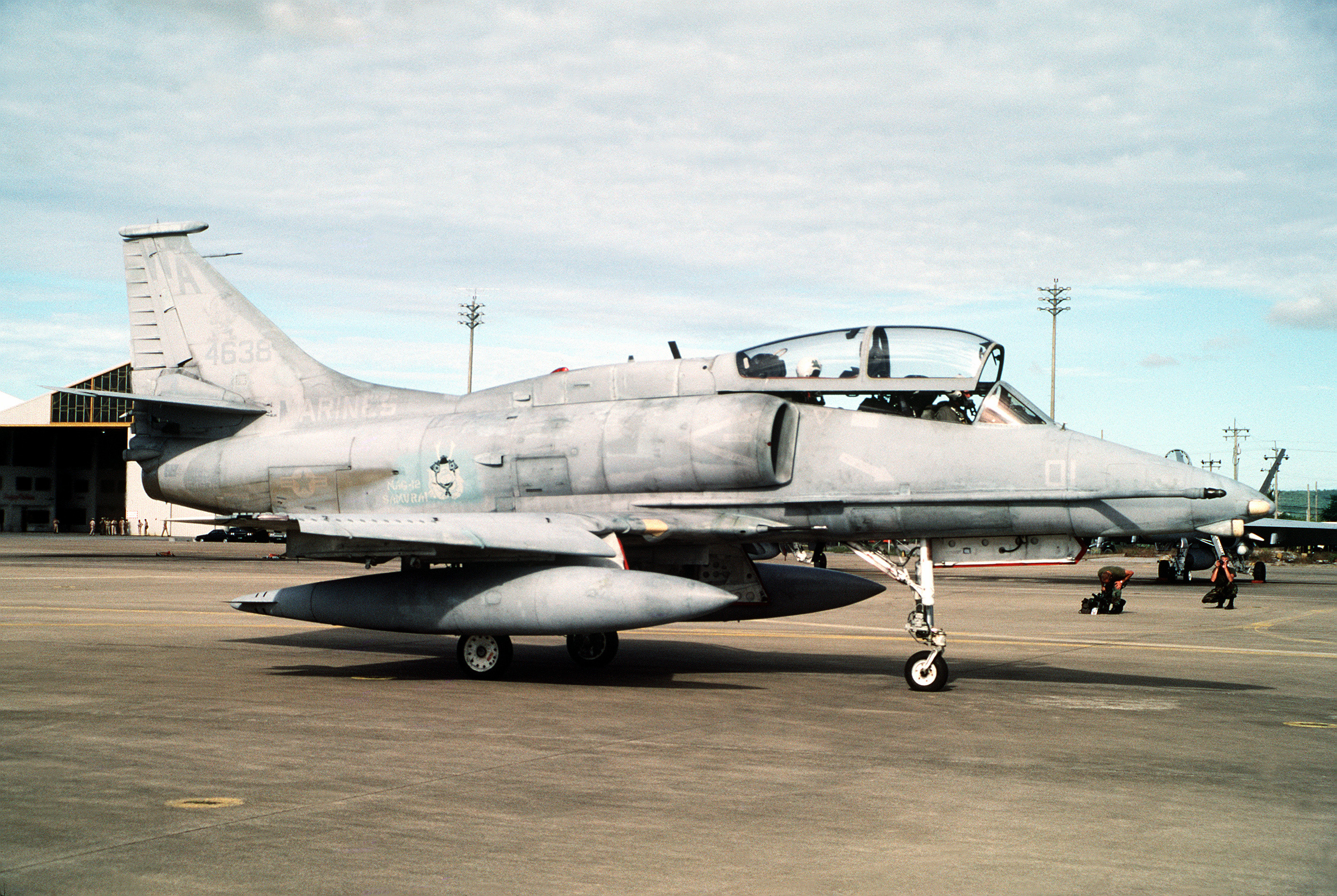
OA-4M。TA-4F/Jと異なり、キャノピーと垂直尾翼の間の胴体上部にアビオニクスパックがある

A-4M スカイホークII
アメリカ海兵隊向けの型式。エンジンをプラット&ホイットニーJ52-P-408Aターボジェットエンジン（推力5.08t）に換装し、兵装の搭載量を4.15tへ増加させている。APUやドラッグシュートも追加され、電子装備も強化されている。キャノピーもそれまでの型式よりも大型化されパイロットの視認性を向上。固定武装である20mm機関砲の装弾数を各門200発に増加した。機首先端部にAN/ASB-19 ARBS（Angle Rate Bombing System: 角速度爆撃システム）を搭載したため外観は大幅に異なる。158機が製造された。
OA-4M
アメリカ海兵隊の前線航空管制官用。23機がTA-4Fより改修。

### 計画型
A4D-3
A-4B(A4D-2)を元にした能力向上型。命名規則が変更される以前の計画機であり正式名は不明だが、接頭記号で使用されていないアルファベットから取ってA-4Jと思われる。
A4D-4
A-4C(A4D-2N)を元に主翼などを改修したもの。仮に採用された場合、接頭記号で使用されていないA-4Lと思われる。
TA-4E
A-4Eの複座・練習機型。2機試作されたのみで量産はされていない。
A4D-6
A-4E(A4D-5)の主翼などを拡大した型式。A-4において使用されていないR型と呼ばれていた可能性がある。

## 使用国

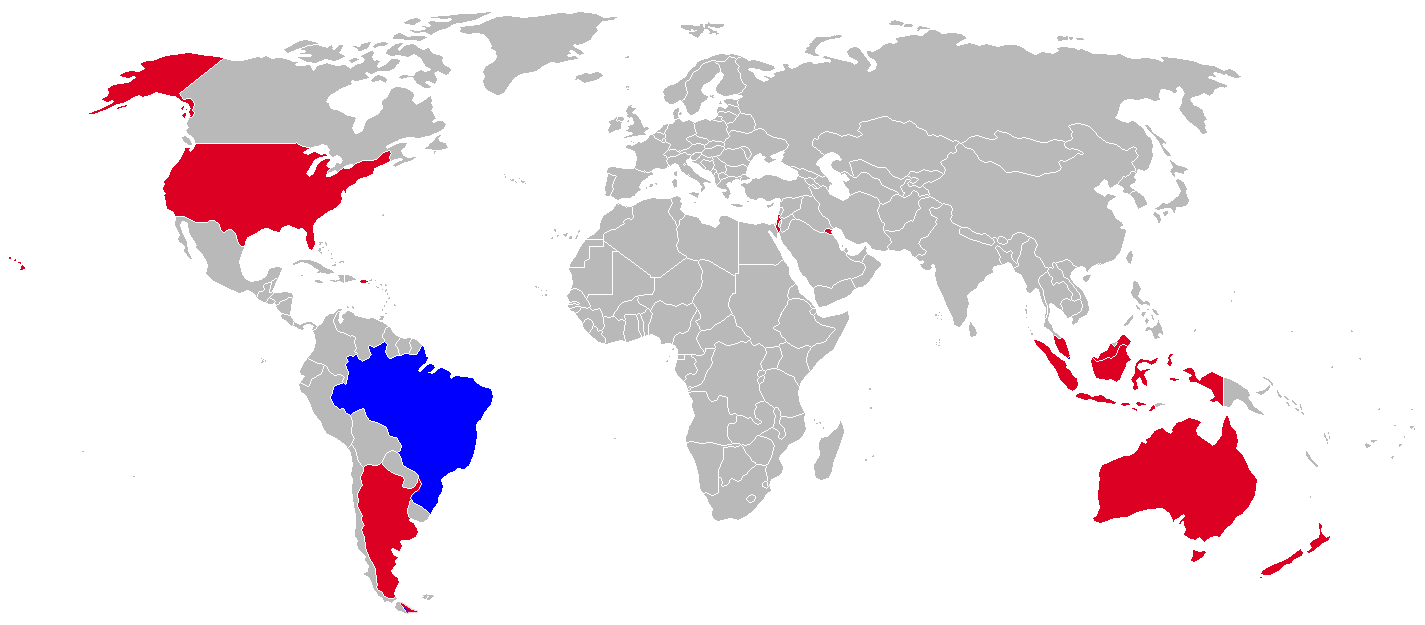
A-4スカイホークの運用国。
赤：退役済み。青：現役

現役
- アルゼンチン
  - アルゼンチン空軍
- ブラジル
  - ブラジル海軍

退役済み
- アメリカ合衆国
  - アメリカ海軍
  - アメリカ海兵隊
- アルゼンチン
  - アルゼンチン海軍
- インドネシア
  - インドネシア空軍
- オーストラリア
  - オーストラリア海軍
- クウェート　
  - クウェート空軍（英語版）
- シンガポール
  - シンガポール空軍
- ニュージーランド
  - ニュージーランド空軍
- マレーシア
  - マレーシア空軍
- イスラエル
  - イスラエル空軍

### アメリカ

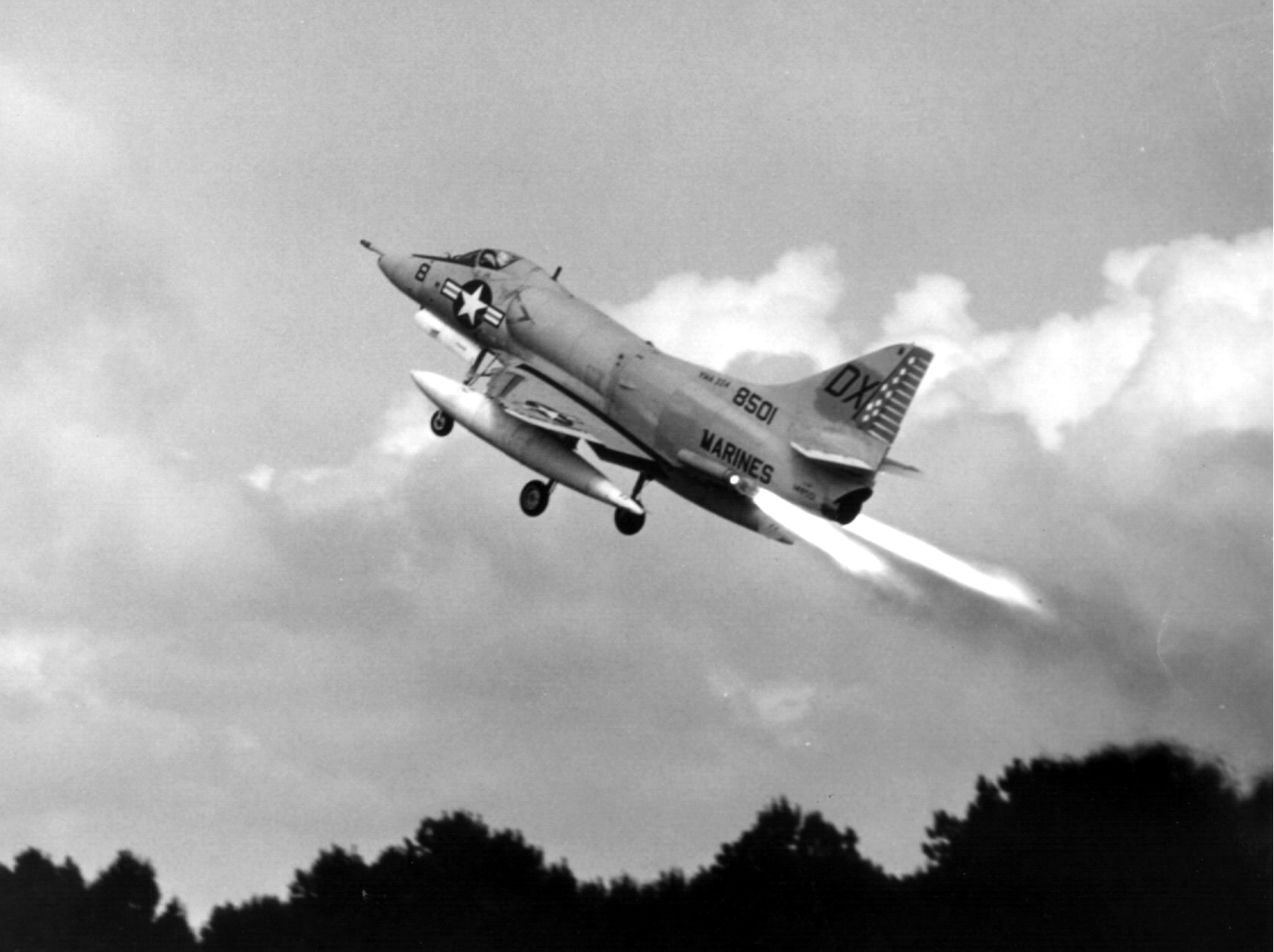
アメリカ海兵隊のA-4C
機体後部左右に取り付けたJATOに点火しての、短距離滑走離陸を行っている。

A-4は1956年9月から、海軍と海兵隊の実戦部隊への配備が開始された。
A-4は、ほぼ同時期に開発されたF-8 クルセイダーやF-4 ファントムIIよりも小型軽量であり、1955年から就役が始まったフォレスタル級航空母艦は勿論のこと、第二次世界大戦期に建造されたエセックス級航空母艦やミッドウェイ級航空母艦でも容易に運用できた。
海軍では1967年からA-7 コルセア IIへの更新が進められ、1976年までには海軍の前線攻撃部隊から引き揚げられた。一方、海兵隊ではA-7への更新は行われず、A-4の運用が継続された。1970年からは海兵隊独自の改良型であるA-4Mの導入も行われ、1979年まで生産が行われたが、1980年代中ごろにはAV-8B ハリアーIIに更新された。
複座型のTA-4F/JはTF-9J クーガーの後継艦上高等練習機として採用され、T-2 バックアイでの訓練課程を終えた海軍の操縦士の高等訓練に用いられたが、1994年からはT-45 ゴスホークへの更新が進められ訓練部隊からも退役した。

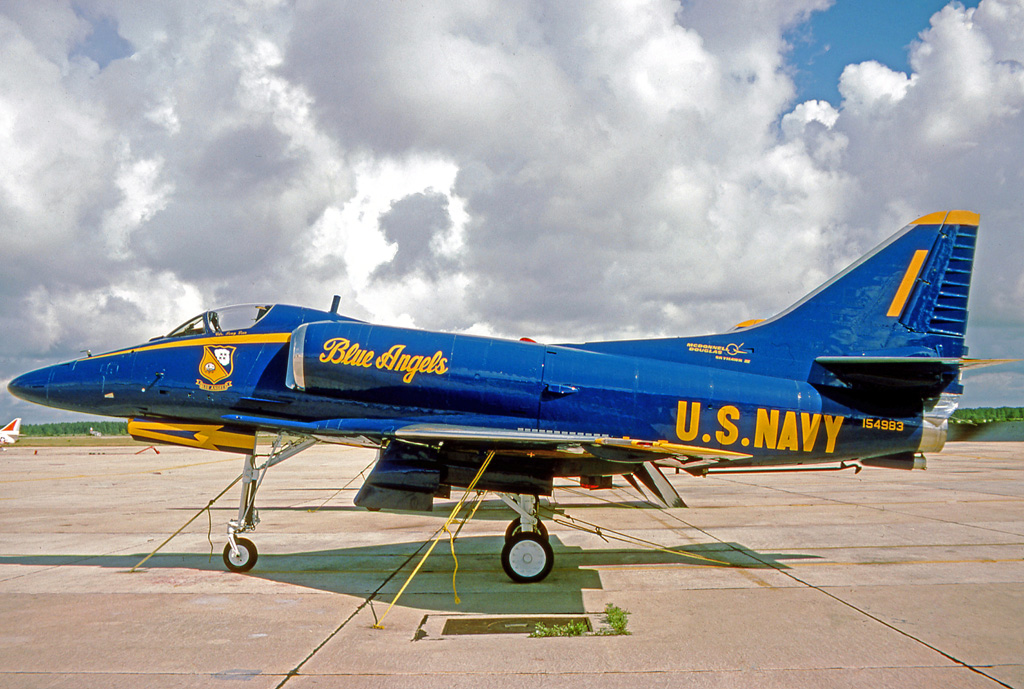
ブルーエンジェルス仕様のA-4F

アメリカ海軍の曲技飛行隊「ブルーエンジェルス」においても、1974年にF-4JからA-4Fに使用機種が更新され、1986年にF/A-18に更新されるまで使用されていた。ブルーエンジェルスの機体には「スーパーフォックス」（Super Fox）と呼ばれる特別な改修が施され、機体背面のアビオニクスパックや主翼の20mm機関砲、ECM装備、主翼下のパイロンなどを撤去し、主翼前縁スラットをボルト止めで固定した上で、ドラッグシュートとスモーク発生装置、背面飛行時の給油システムを追加した。
この他、1969年3月3日に設立されたアメリカ海軍戦闘機兵器学校（トップガン）にもF-5E/F タイガーIIと共に配備され、A-4はMiG-17、F-5はMiG-21をそれぞれ模した仮想敵機として活動した。アグレッサー飛行隊用のA-4には、機体背面のアビオニクスパックや20mm機関砲を撤去するなどの「マングース」（Mongoose）改修が施された。

#### ベトナム戦争

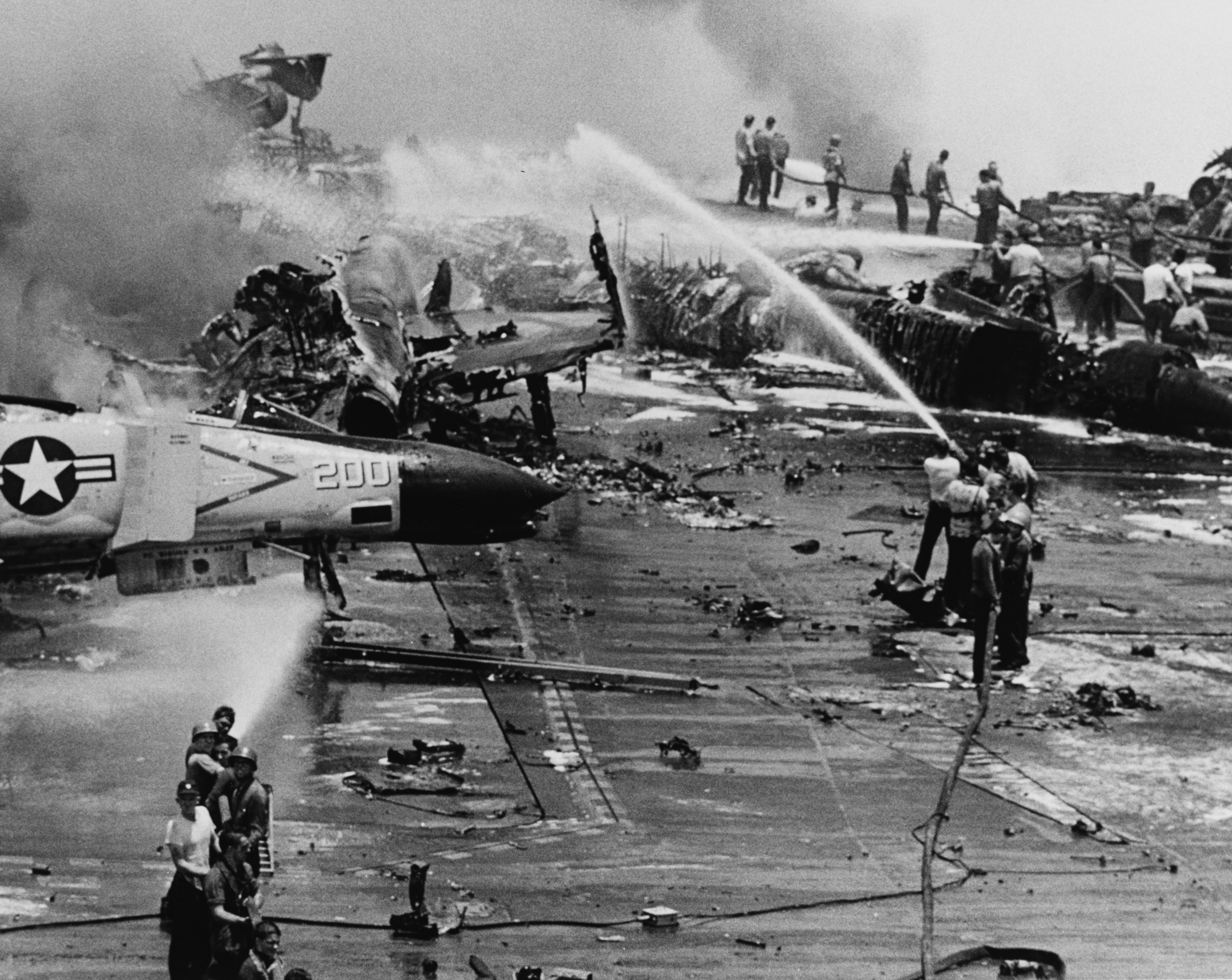
誘爆事故直後のフォレスタル

ベトナム戦争におけるA-4の実戦投入は、1964年8月2日のトンキン湾事件の報復として同年8月5日に実行されたピアス・アロー作戦に、空母「タイコンデロガ」の第5空母航空団（VA-55/56）および「コンステレーション」の第14空母航空団（VA-144/146）が投入されたのが最初である。
この作戦の最中、VA-144所属のA-4Cが対空火器によって撃墜され、パイロットのエヴァレット・アルバレス Jr.中尉は緊急脱出に成功したが北ベトナム軍の捕虜となった。
この後、1965年2月7日より実施されたフレイミング・ダート作戦や同年3月2日より実施されたローリング・サンダー作戦において、ヤンキー・ステーションに遊弋する空母を拠点に、空軍機と共同で北爆に参加するようになる。また、南シナ海とメコンデルタの間の海域に設置されたディキシー・ステーションにも空母が配置され、こちらは南ベトナム領内における陸軍・海兵隊のための近接航空支援を主任務とした。
海兵隊航空団も1965年からダナン、チュライ、ビエンホアの基地に展開し、味方地上部隊に対する近接航空支援を行った。
1967年5月1日には、アメリカ海軍の空母ボノム・リシャールから離陸した"VA-76 スピリッツ"攻撃飛行隊のセオドア・R・スワーツ少佐の操縦するA-4が北ベトナム軍所属のMig-17をズーニー・ロケット弾で撃墜した。スワーツ少佐はこの功績によりシルバースターを授与された。
1967年7月29日、フォレスタルの飛行甲板上でズーニー・ロケット弾を搭載したF-4 ファントムIIが電気配線のショートによる誤射を起こし、射線上のA-4を直撃。航空燃料による火災から航空爆弾が次々に誘爆して134名の乗組員が死亡、艦載機21機（11機のA-4E、7機のF-4B、3機のRA-5C）が破損する大事故が起きた。直撃したA-4に搭乗していたのは、当時少佐であったジョン・マケイン3世であり、速やかに脱出したものの、直撃から僅か90秒後に機に搭載されていた爆弾が暴発、爆発の破片で負傷した。マケインはすぐA-4のパイロットとして復帰し、10月26日にハノイ市の火力発電所の攻撃に参加したが、S-75によって撃墜され、5年間を捕虜として過ごした。

### アルゼンチン

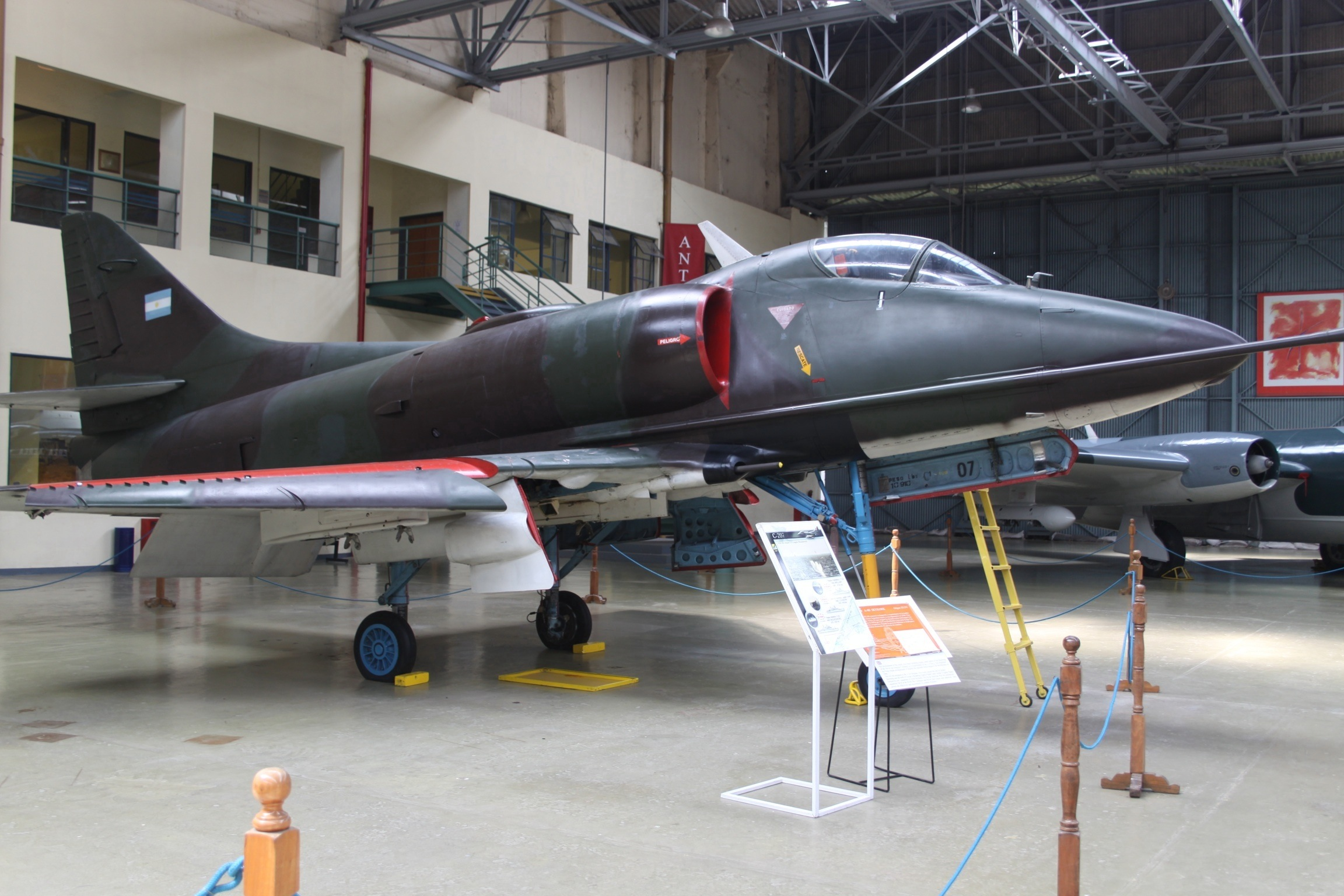
博物館に展示されている、A-4P

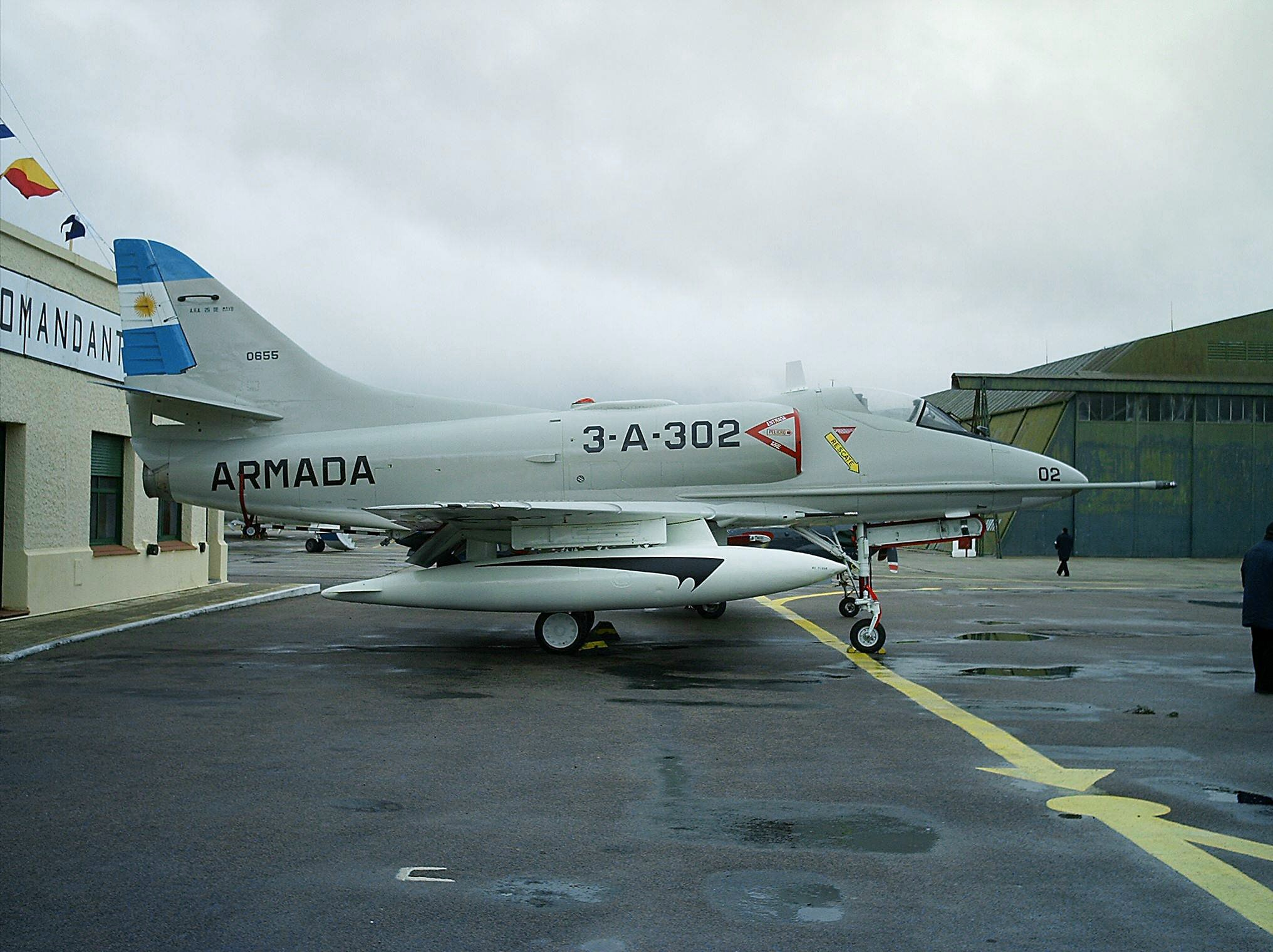
アルゼンチン海軍のA-4Q

アルゼンチンは、アメリカ国外最初のA-4 スカイホーク導入国である。
アルゼンチンは1965年に、アルゼンチン空軍用にアメリカ軍中古のA-4B/A-4Cを合計75機購入した。
アルゼンチンに引き渡される機体は、オクラホマ州タルサにあるダグラス社の工場にて大規模な改修を受けた。

A-4Bは大規模な改修を受けたため、アメリカ側ではA-4Pの形式名が与えられたが、アルゼンチンではA-4Bの形式名で呼ばれた（以降はA-4P表記で通す）。

A-4Cについても、主翼のスポイラーと前輪のステアリング機構、主翼下に2か所のハードポイントを追加する改修を受けたが、アメリカ側では特別に新しい形式名は用意されず、アルゼンチンでもA-4Cの形式名を維持した。
第1バッチのA-4P 25機は1966年、第2バッチのA-4P 25機は1967年、第3バッチのA-4C 25機は1976年にそれぞれアルゼンチン空軍に引き渡された。A-4PにはC-201～C-250、A-4CにはC-301～C-325の空軍シリアル番号が与えられた。

A-4Pは第5航空旅団隷下の第5戦闘航空群、A-4CはF-86F セイバーの後継として第4航空旅団隷下の第4戦闘航空群へそれぞれ配備された。
1971年にはアルゼンチン海軍も16機のA-4Bを発注した。海軍が購入した機体もオクラホマ州タルサの工場で大規模な改修を受け、アメリカ側ではA-4Qの形式名が与えられたが、こちらもアルゼンチンではA-4B形式名で呼ばれた（以降はA-4Q表記で通す）。

A-4Qは全機がアルゼンチン海軍航空隊の第3海軍戦闘攻撃飛行隊（スペイン語: 3.ª Escuadrilla Aeronaval de Caza y Ataque）に配備され、F9F パンサー/クーガーの後継として1969年にアルゼンチン海軍に就役したばかりの空母「ベインティシンコ・デ・マヨ」の艦載機となった。
A-4Qには、3-A-301～3-A-316のシリアル番号が付けられた。

#### フォークランド紛争

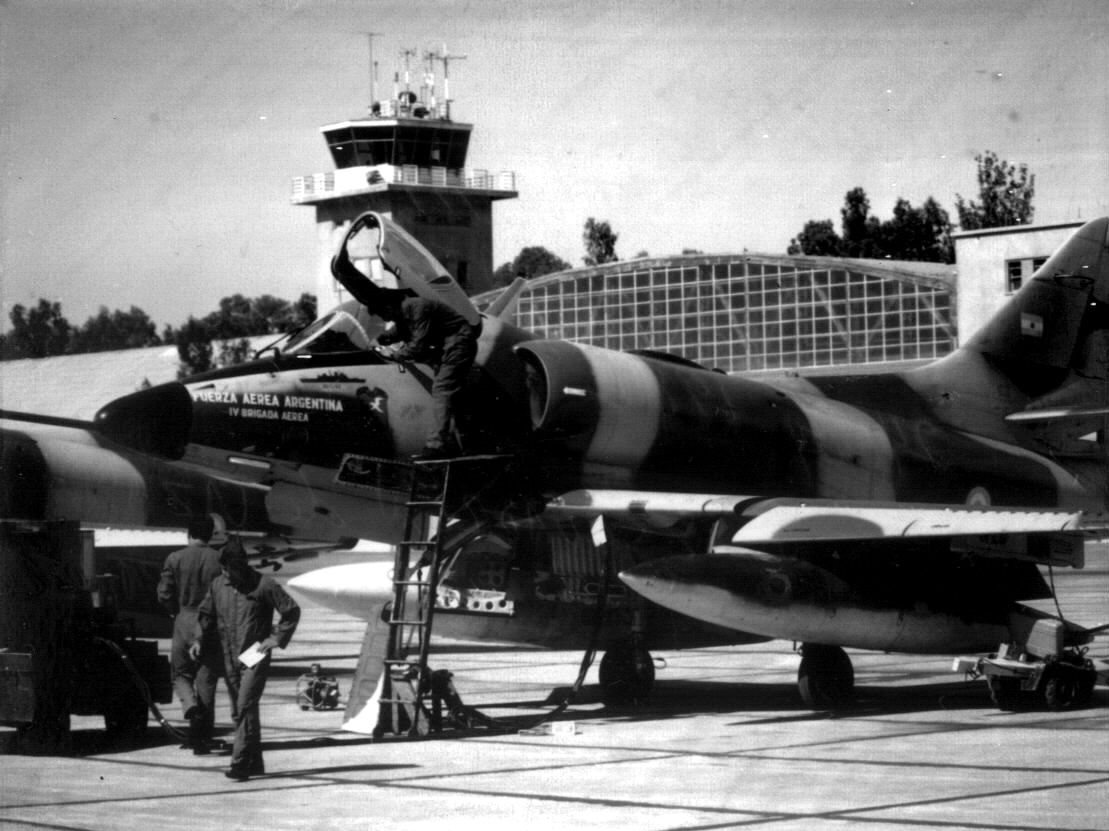
発進準備を整えつつあるアルゼンチン空軍のA-4C。
機首側面に「FUERZA AEREA ARGENTIA」（アルゼンチン空軍）、「IV BRIGADA AEREA」（第4航空旅団）と書かれているのが読める。

1982年3月には、フォークランド諸島侵攻を行う艦隊に随伴する空母「ベインティシンコ・デ・マヨ」に6機のA-4Qが着艦した。
フォークランド紛争勃発に伴い、5月1日に空軍の第4戦闘航空群はプエルト・サン・フリアン、第5戦闘航空群はリオ・ガジェゴスに移動した。海軍の空母「ベインティシンコ・デ・マヨ」から発艦したS-2E トラッカーがイギリス空母を捜索するも、標的を発見できなかったため、発艦はしなかった。
翌2日には、イギリス空母艦隊がA-4の戦闘行動半径外に退避したことや、天候不順による重装備の機体の発艦に対する不安があったため、この日も空母「ベインティシンコ・デ・マヨ」のA-4Qの発艦は見送られた。同日の巡洋艦「ヘネラル・ベルグラノ」撃沈の報もあって、空母は母港に帰還した。これにより、5月9日からは第3海軍戦闘攻撃飛行隊はフエゴ島のリオ・グランデを基地としてイギリス艦隊攻撃に参加する。
5月25日に、リオ・グランデ基地を発進したアルゼンチン空軍のA-4は、イギリス海軍の駆逐艦「コヴェントリー 」を攻撃、1機が撃墜されたものの2機が投下した爆弾3発が命中、同艦は19人の死者を出し撃沈された。
フォークランド紛争の結果、アルゼンチン空海軍はイギリス艦隊に多大の損害を与えるも、22機のA-4（A-4P 10機、A-4C 9機、A-4Q 3機）を喪い、19名（空軍17名、海軍2名）の操縦士が戦死した

#### フォークランド紛争終結後

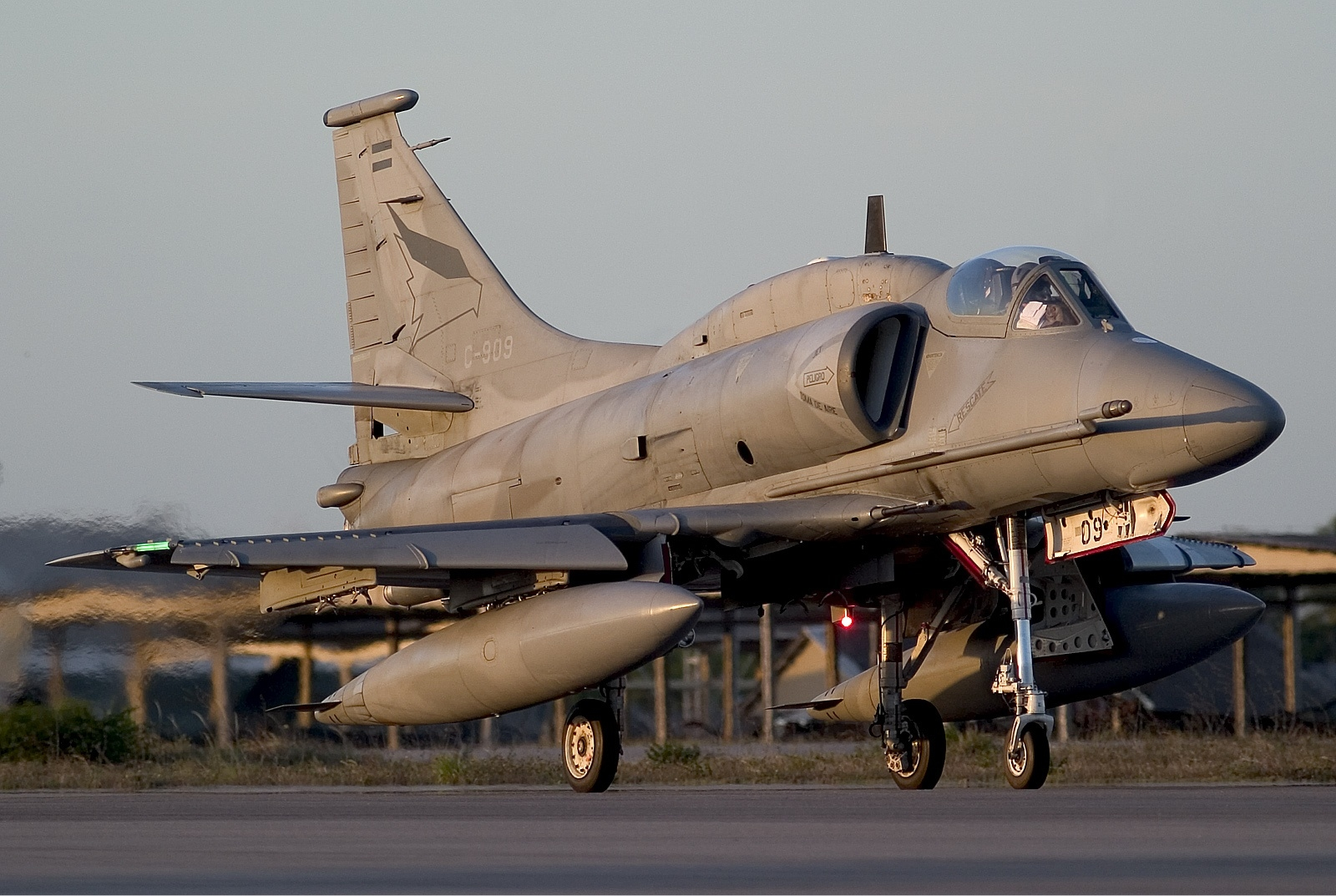
A-4AR ファイティングホーク

1983年、アメリカはアルゼンチンに対する航空機の禁輸措置を行ったため、アルゼンチンはA-4の後継機や予備部品の入手が困難となった。

また同年に第4戦闘航空群はイスラエル空軍から移管されたミラージュIIICJ/BJに機種転換を行い、残存のA-4Cを第5戦闘航空群に譲渡した。
海軍では1986年に第3海軍戦闘攻撃飛行隊が解体され、A-4Qも1988年に4月に退役した。
アメリカは1994年にアルゼンチンに対する航空機の禁輸措置を解除し、アルゼンチン空軍に米海兵隊から退役したA-4M 32機とOA-4M 4機を近代化改修の上で引き渡す契約を結んだ。

36機のA-4M/OA-4Mはロッキード・マーティンにより、AN/ARG-1（AN/APG-66(V)2の派生型）レーダーの搭載やグラスコクピットの導入、射出座席の換装などの近代化改修を受け、A-4AR/OA-4AR ファイティングホークと呼称された。
1995年に第1バッチの8機がアルゼンチン空軍に引き渡され、2000年5月31日までに36機全機の引き渡しが完了した。これに伴い、既存のA-4P/A-4Cは1996年に運用を終了した。引き渡し後のA-4AR/OA-4ARは、第5航空旅団隷下の第5戦闘航空群に集中配備されている。2020年8月5日にA-4ARがコルドバ州南方で墜落し、乗員は脱出したが死亡した。

### オーストラリア

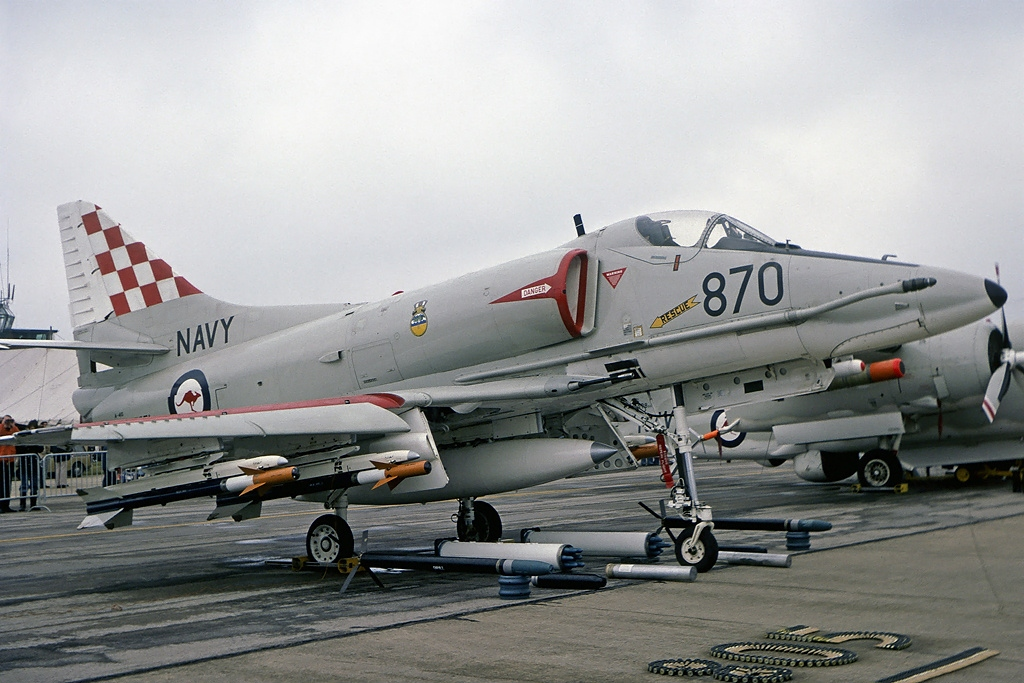
オーストラリア海軍のA-4G

1965年、オーストラリア海軍は空母「メルボルン」に搭載するデ・ハビランド シーベノムの後継艦載機として、14機のS-2E トラッカーと共に、新造機のA-4G 8機とTA-4G 2機を計4600万USドルで発注し、1967年に受領した。更に1971年には、A-4G 8機とTA-4G 2機を追加導入するが、これは旧米海軍のA-4EとTA-4Fを改修した機体であった。
導入された機体は、まずは飛行訓練を主任務とする第724飛行隊に配備された。そして1968年1月10日付で実戦部隊である第805飛行隊に配備された。
しかし、1982年6月30日付で「メルボルン」が退役するとA-4Gは存在意義を失い、第805飛行隊は同年7月2日付で解隊され、第724飛行隊も1984年6月30日付で解隊された。
A-4G/TA-4Gは退役までに10機が事故で失われ、残存していたA-4G 8機とTA-4G 2機は、1984年にニュージーランド空軍に売却された。

### イスラエル

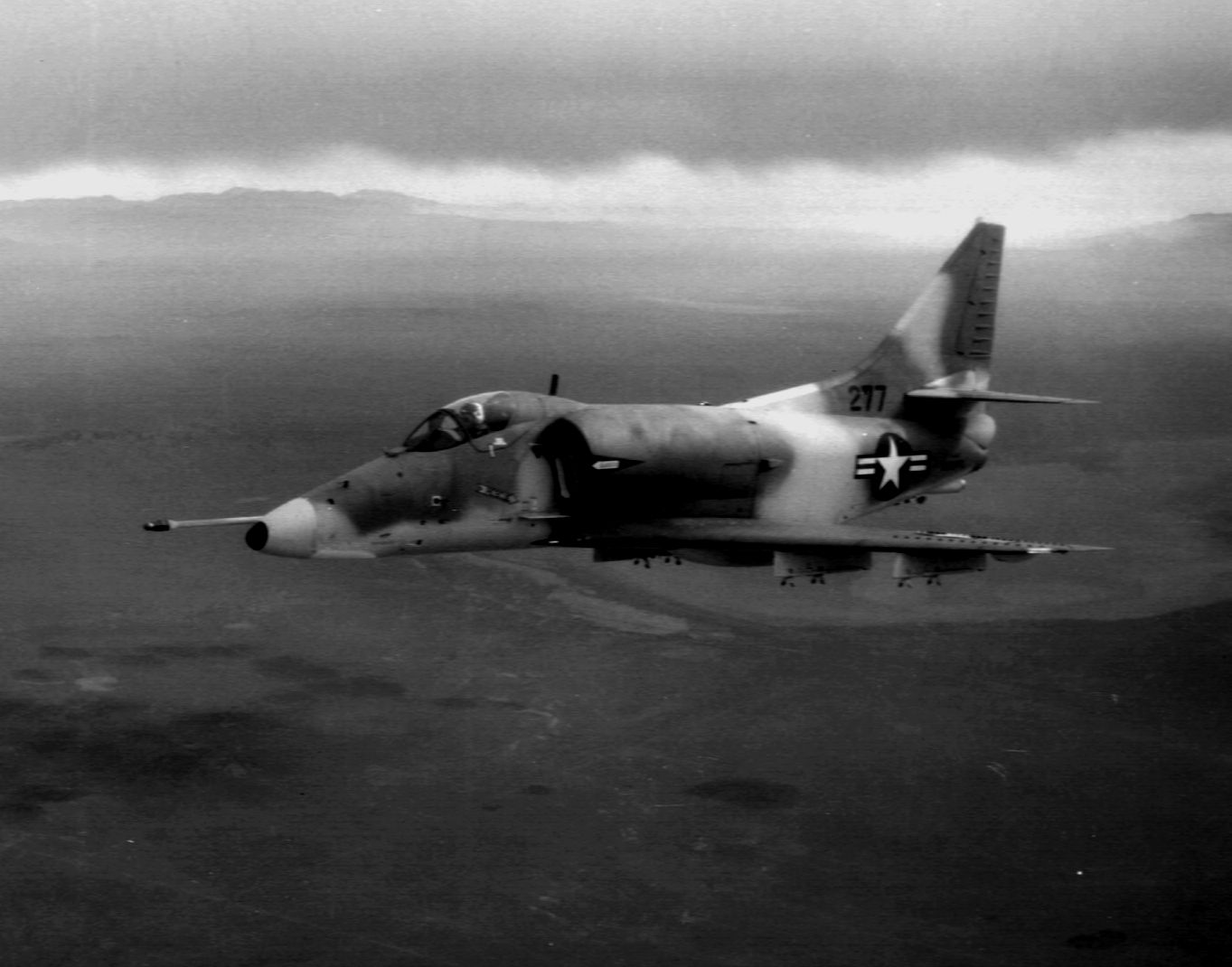
A-4H（1968年撮影）
アメリカ国内での試験飛行時に撮影されたため、アメリカ軍の国籍マークを付けている。

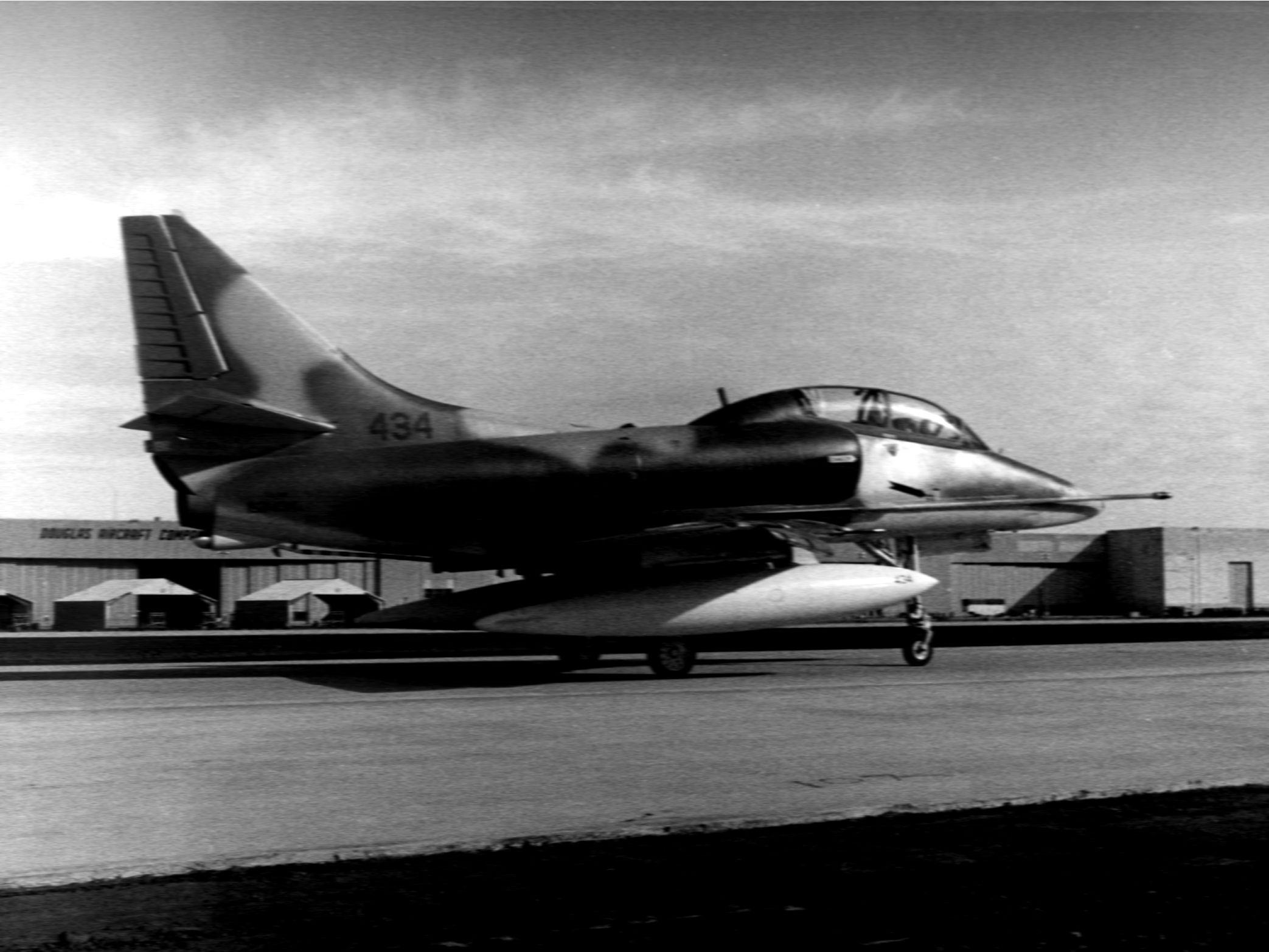
TA-4H（1969年撮影）
尾部の排気口下部に、ドラッグシュートが収容されている。

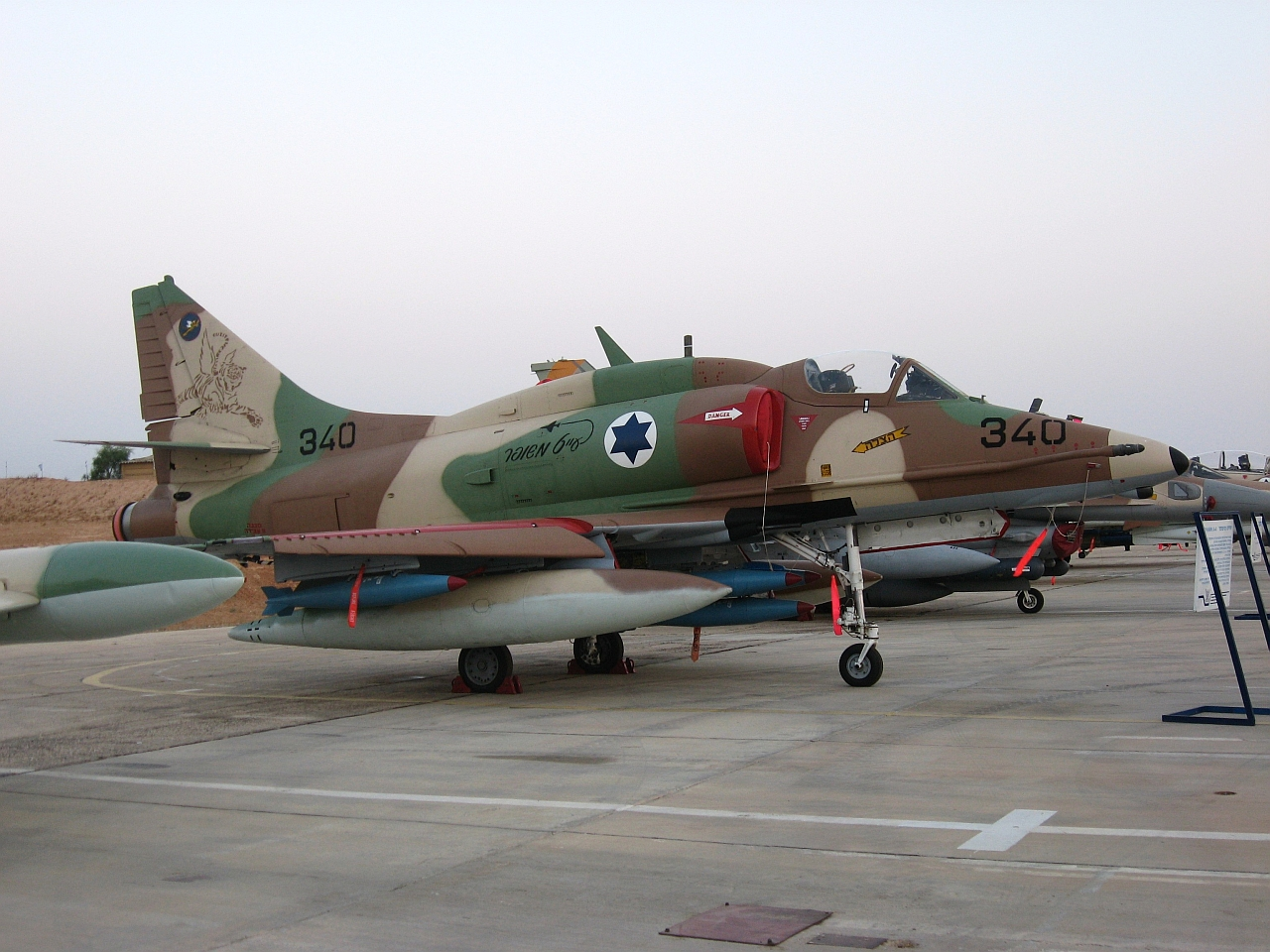
A-4Mの改修型であるA-4N。
第102飛行隊所属機。第4次中東戦争後、エンジン排気口を延長する改修が行われた。

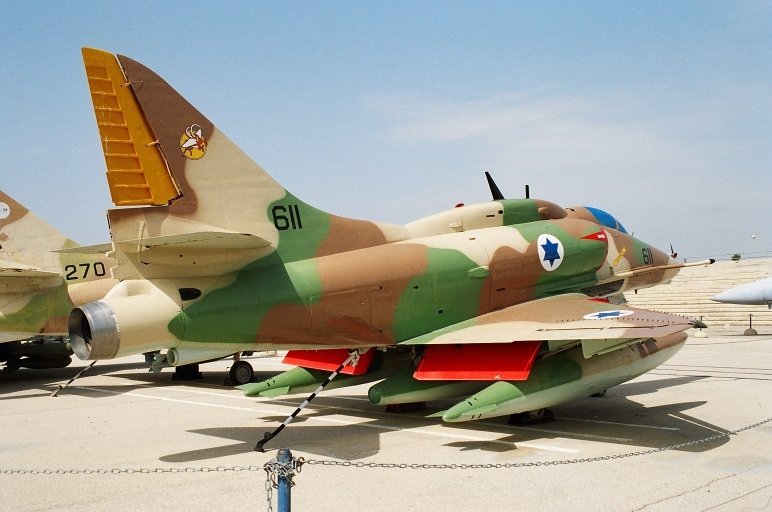
噴射口を延長されたA-4。
垂直尾翼の形状から、アメリカ軍から提供された中古のA-4E/Fと推定される。第147飛行隊所属機。

イスラエルは海外ユーザーで最も多数のA-4を導入した。新造機だけでも232機を発注したほか、アメリカ海軍・海兵隊からの中古機も130機受領している。イスラエル空軍ではA-4シリーズに"アヒト" (英語: Ayit, ヘブライ語: עיט, 鷲の意。) のニックネームを付けて運用した。
イスラエル政府は1966年に、A-4Fをベースとした改良型のA-4Hを48機発注した。A-4Hは機体背部のアビオニクスパックが装着されていないほか、改良型のIFFとドラッグシュートを装備している。また、垂直尾翼の上面が角ばっているのも外見上の特徴である。この他、受領後に機関砲をDEFA 30mm機関砲に換装した。
イスラエル空軍は翌1967年よりA-4Hの受領を開始し、最初に第109飛行隊に配備され、1968年には作戦可能状態に入った。最初の実戦投入は1968年の後半で、ヨルダン川西岸地区でのファタハの拠点攻撃に投入された。また同年には、さらにA-4H 42機と複座練習型のTA-4H 25機を追加発注した。
A-4Hは1967年6月の第三次中東戦争には間に合わなかったが、1969年3月（実質的には1967年7月）に勃発した消耗戦争から本格的に投入され始めた。1970年8月6日にアメリカの仲介で消耗戦争が停戦が成立するまでに、10機の機体を失った。
消耗戦争期間中の1970年5月12日には、第109飛行隊の飛行隊長であり、"ミスター・スカイホーク"のニックネームで呼ばれたエズラ・ドタン大佐の操縦するA-4Hが、2機のシリア軍所属のMiG-17を、対地攻撃用のロケット弾およびDEFA 30mm機関砲でそれぞれ撃墜した。これはイスラエル空軍におけるA-4の空対空戦闘で唯一の撃墜記録となり、世界的にも数少ない事例の一つとなった。
イスラエルは1971年にアメリカから中古のA-4E 60機を受領したほか、1972～1973年にかけて4機のTA-4Fも受領した。さらに1971年には、A-4Mを基に機関砲をDEFA 30mmに換装するなどの改修を行ったA-4Nを117機発注し、1972年から1976年にかけて受領した。
1973年10月6日から23日にかけての第四次中東戦争では対地攻撃任務に従事したが、エジプト・シリア軍のSA-6 ゲインフルやSA-7 グレイル、ZSU-23-4などにより、53機が撃墜された。しかしながら、10月14日から11月14日にかけて行われたニッケル・グラス作戦（アメリカ軍からの緊急供与）により、アメリカ海軍・海兵隊から46機のA-4E/Fが供与された。第四次中東戦争の期間中、A-4は通算4695回の出撃を行った。
1974年には17機のTA-4Jが追加供与され、1992年～1994年にも3機のTA-4Jが供与された。
第四次中東戦争後、イスラエル空軍は残存のA-4全機にエンジン噴射口を延長する改修をおこなった。この改修は、以前イスラエル空軍で運用されていたシュペルミステールに施された改修と同様のもので、「排気温度を低下させ、赤外線追尾型のミサイルからの回避能力を高める」「排気場所を機体から遠ざけることで、赤外線追尾型のミサイルの爆発から機体本体を守る」という目的によるものである。
これと並行して、1972年からA-4Hをアビオニクスパックの追加などでA-4N規格に改修する改修も行われたほか、アメリカから供与された中古のA-4E/Fに対しても機関砲の換装やドラッグシュートの追加等の改修が行われた。
また、1980年から1982年にかけて、31機のA-4Eと2機のTA-4Hがインドネシア空軍に引き渡された。
1982年のレバノン侵攻（ガリラヤの平和作戦）や2006年のレバノン侵攻にも実戦投入された。
1983年5月1日には、イスラエル南部地区のネゲヴ砂漠上空で異種航空機戦闘訓練を行っていた第106飛行隊所属のF-15Dと第116飛行隊所属のA-4Nが空中衝突し、F-15Dは右主翼が失われた状態で約15km離れたラモン空軍基地に着陸した。A-4Nは墜落したが、パイロットは脱出に成功した。
1980年代中旬以降、第一線部隊の装備がクフィルやF-16、F-15に更新された後も高等練習機として運用が続けられていたが、イスラエル空軍は2012年に後継としてアレーニア・アエルマッキ M-346の導入を決定した。2015年12月13日、ハツェリム空軍基地で公式退役セレモニーが開催され、イスラエル空軍から退役した。
運用飛行隊
- 第102飛行隊 - フライングタイガー・スコードロン。もっとも長くA-4N/TA-4の運用を続けた飛行隊である。
- 第109飛行隊 - ヴァレー・スコードロン。イスラエル空軍で最初にA-4の運用を開始。1977年に運用機種をクフィルC1に更新。
- 第110飛行隊 - ナイツ・オブ・ザ・ノース。1981年に運用機種をF-16A/Bに更新。
- 第115飛行隊 - フライングドラゴン・スコードロン。1994年にA-4の運用を停止したが、2005年にF-16Aを運用するアグレッサー部隊として再編された。
- 第116飛行隊 - ディフェンダー・オブ・ザ・サウス。1994年に運用機種をF-16A/Bに更新。
- 第140飛行隊 - ゴールデンイーグル・スコードロン。1982年に運用機種をF-16A/Bに更新。
- 第147飛行隊 - バッテリング・ラム・スコードロン。1986年頃にA-4の運用を停止し、2005年に解隊された。
- 第149飛行隊 - スマッシング・パロット・スコードロン。1981年に運用機種をクフィルC2に更新。
- 第252飛行隊 - フライトスクール。高等練習機としてTA-4系列機を運用した。

### ニュージーランド

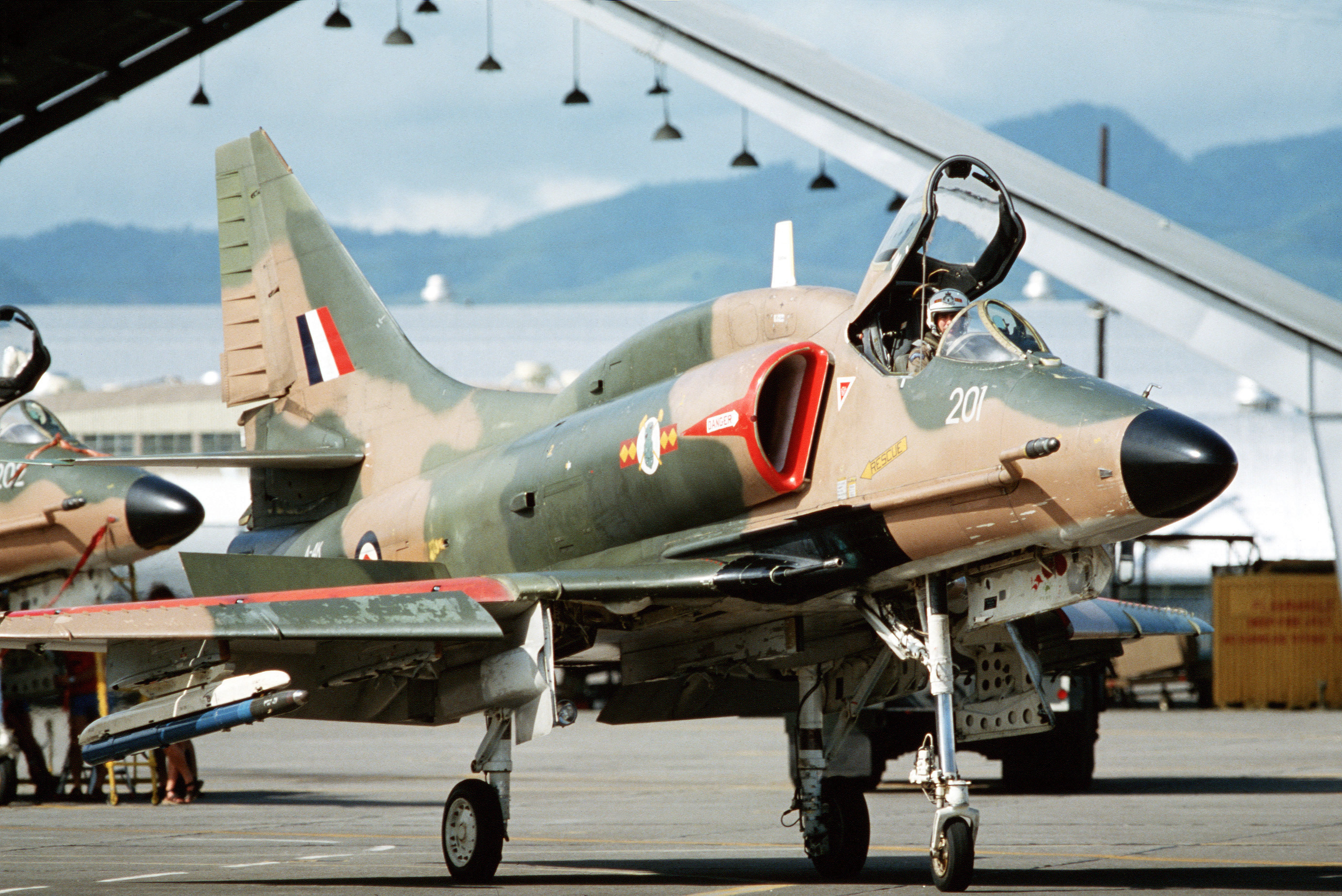
ニュージーランド空軍のA-4K

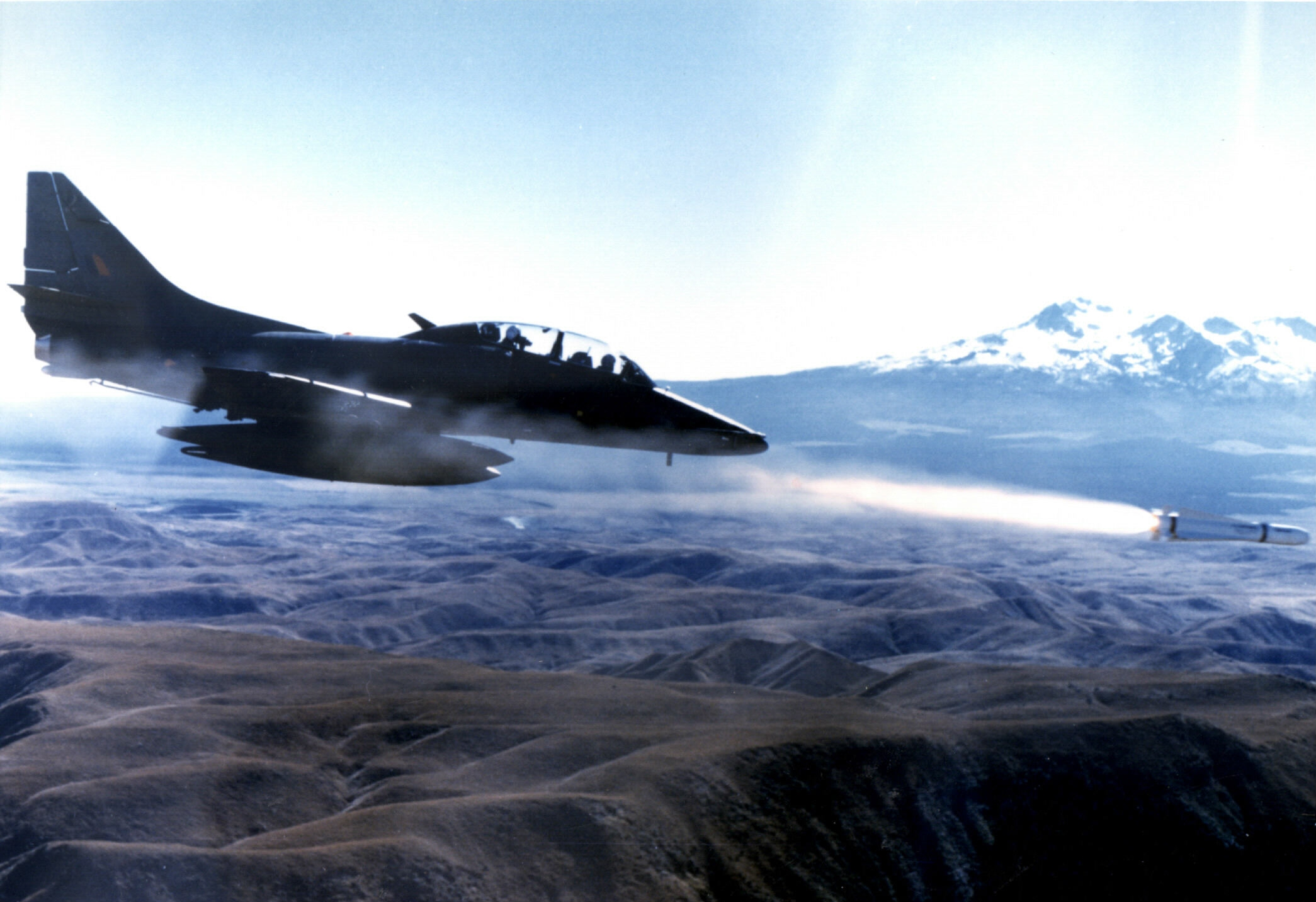
AGM-65 マーベリックを発射する、複座型のTA-4K

1970年、ニュージーランド空軍はアメリカから新造のA-4K 10機とTA-4K 4機を受領した。受領したA-4はデ・ハビランド バンパイアの後継として第75飛行隊に配備されたほか、訓練部隊の第14飛行隊にも1971年から1975年にかけて最大4機が配備されたが、1975年には第14飛行隊からA-4は引き上げられた。
更に1984年には、オーストラリア海軍で余剰となった中古のA-4G 8機とTA-4G 2機を購入し、これらの機体は同年12月に編成された第2飛行隊に配備された。
1986年より、ニュージーランド空軍は保有する20機のA-4に、カフ計画と呼ばれる大規模な近代化改修を行った。
これにより、ニュージーランド空軍はF-16やF/A-18に匹敵する戦闘能力を持つ機体を手に入れることが出来た。
ニュージーランド空軍は1999年に、国民党のジェニー・シップリー内閣の下で、A-4の後継として28機のF-16A/Bの導入を計画したが、2001年に労働党のヘレン・クラーク内閣はニュージーランド空軍から戦闘機の全廃を決定。これにA-4を装備していた第2/第75の2個飛行隊は共に同年12月13日付で解隊され、A-4は後継機の選定も行われることなく退役した。

### シンガポール

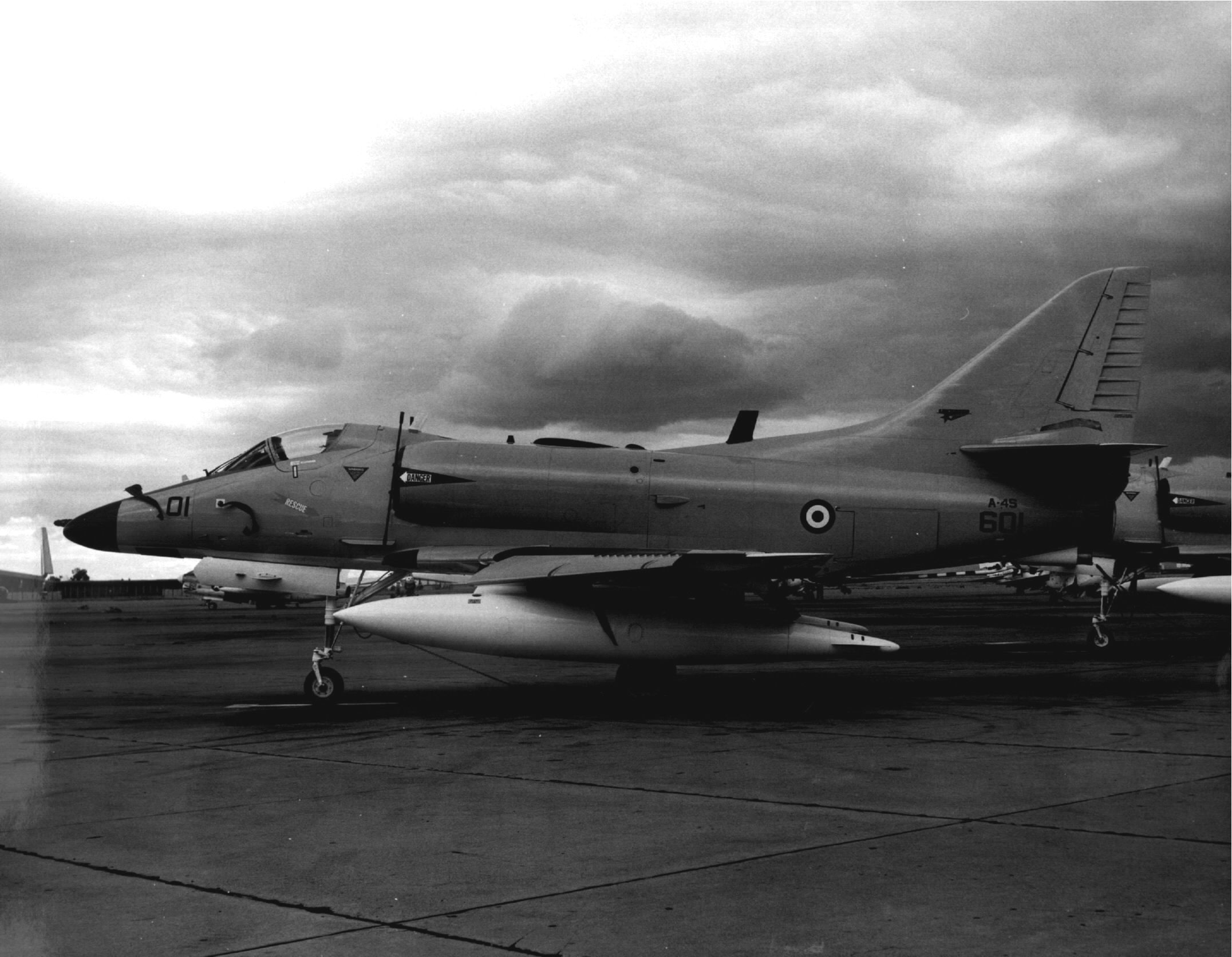
A-4S スカイホーク

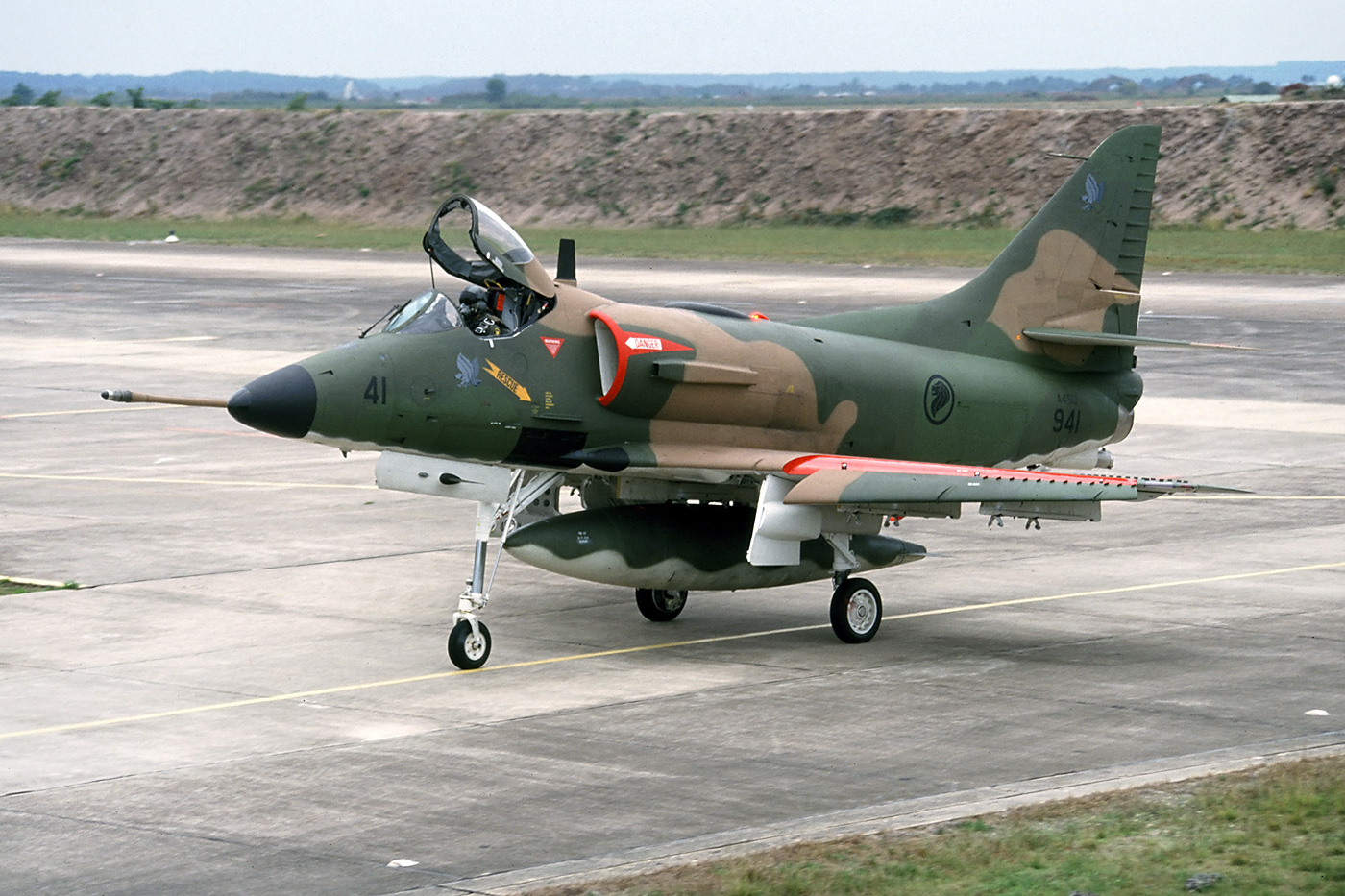
A-4SU スーパースカイホーク

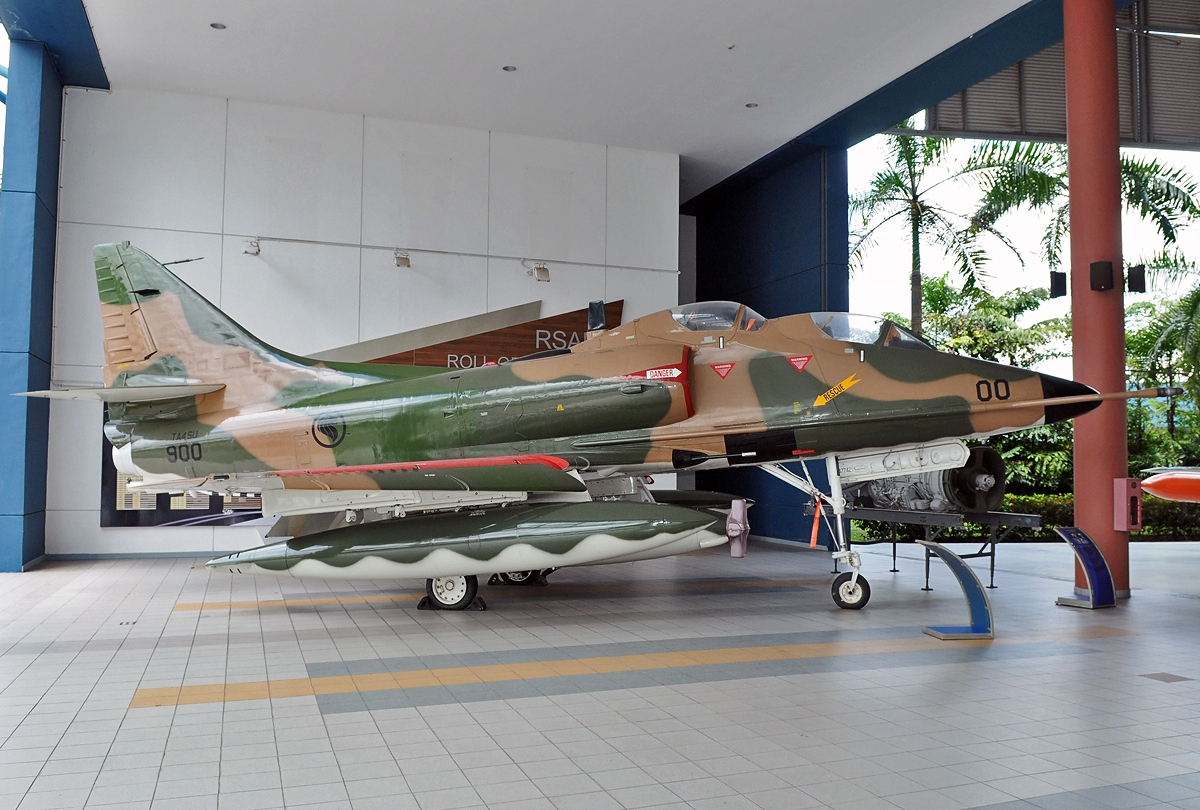
TA-4SU スーパースカイホーク
他の国の複座型と異なり、前後独立したキャノピーを備える

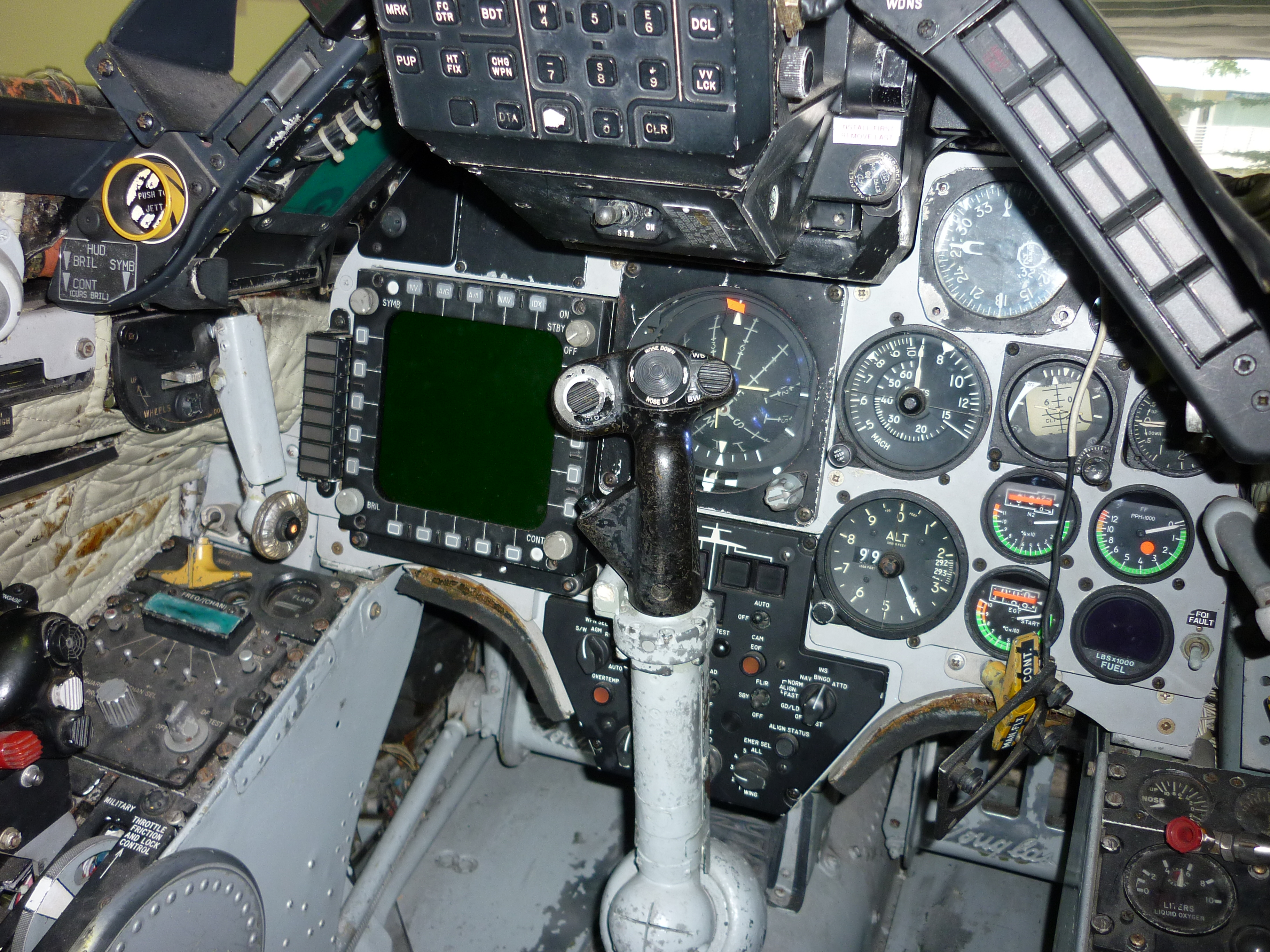
A-4SU スーパースカイホークのコクピット

#### A-4S / TA-4S
シンガポール空軍は、1972年にアメリカから47機の中古のA-4Bを購入し、そのうち40機をA-4S、7機を複座型のTA-4Sに改修することとした。
購入された機体は、まず8機がアメリカのロッキード・エア・サービシーズ（Lockheed Air Services）において、以下の改良を受けた。
- エンジンをカーチス・ライト J65-W-20（推力：8,400lb）に換装
- 主翼にスポイラーを追加するとともに、左右主翼下にハードポイントを1か所ずつ追加。
- 機関砲をADEN 30mm機関砲に換装。
- エンジン排気口下部にドラッグシュートを追加。
- フェランティ製D-101 リード・コンピュータ式光学照準器を搭載。
- 新型の通信装置やIFF、航法装置（デッカ Type 72 ドップラー航法装置、戦術空域航法システム、ADF：自動方向探知機（Auto-Direction Finder）、TACAN）を搭載。
  - 上記の通信・航法装置の収納場所を確保するため、機首を延長。レーダーはオリジナルのAN/APQ-145 地形追随・測距レーダーのまま。
- AIM-9 サイドワインダー AAMの運用能力付与。

A-4Sは1973年7月14日に初飛行し、残りの32基も1972年から1977年にかけてシンガポールで同様の改修が行われた。
複座型のTA-4Sは、新しい胴体前部区画を取り付けて機体全長を28インチ（71 cm）延長し複座型とした。前後座席のキャノピーが独立しているという、他国の複座型A-4には見られない特徴があるほか、エンジンも単座型A-4Sと同型のライト J65が使われている。
これらの機体は、600番台の3桁の機体番号が与えられた。1973年にテンガ空軍基地飛行訓練学校に配置されたほか、1975年からはチャンギ空軍基地の第142飛行隊と第143飛行隊にも配備された。

#### A-4S-1 / TA-4S-1
1980年、シンガポールはさらに86機のA-4（A-4B 16機、A-4C 70機）を購入し、これらの機体のうち、A-4Cに新たに近代化改修を行いA-4S-1として導入する事を決定した。A-4S-1に行われた改修は、基本的にA-4Sと同様であるが、機関砲はA-4の標準装備であるMk.12 20mm機関砲のままとされ、ドップラー航法装置の搭載も見送られた。
1983年には、1980年に購入したA-4Bのフレームを利用して、8機のTA-4S-1が製造された。
A/TA-4S-1は、既存のA/TA-4Sと区別するために、900番台の機体番号が与えられた。後には機首と尾部にレーダー警戒受信機が装備されたほか、機体後部左右にチャフ/フレア ディスペンサーも装備された
A/TA-4S-1は、A/TA-4Sと共に飛行訓練学校との第142飛行隊、第143飛行隊に配備されたほか、1984年に新たにテンガ空軍基地で編成された第145飛行隊にも配備された。

#### A-4SU / TA-4SU スーパースカイホーク
1980年代に、多くのA-4S/A-4S-1に対し、寿命延長のための広範囲な近代化改修が行われた。
最大の変更点はエンジンであり、既存のJ65 ターボジェットから、アフターバーナーの無いゼネラル・エレクトリック F404-GE-100D ターボファンに換装されたことにより、推力は11,000 lbに増強された。エンジン換装を受けた機体は、外見上の特徴として、左舷空気取入れ口の脇にエンジン補機冷却用の小さな空気取入れ口が追加されている。エンジンのほか、タービン・スターターや油圧装置、潤滑油冷却器などに対する改良が行われた。この他には、フェランティ4501HUDやAN/AAS-35 ペイブ・ペニーレーザースポット追尾装置などの新型アビオニクスの追加が行われた。
この機体は、A-4SU / TA-4SU スーパースカイホークと命名され、1984年から1989年にかけて既存のA-4S/A-4S-1やTA-4S/TA-4Sからの改修が行われ、飛行訓練学校及び第142、第143、第145の3個飛行隊に配備された。
1997年からは、高等飛行訓練のためにフランスのカゾー空軍基地に派遣された第150飛行隊にも配備された。
曲技飛行隊「ブラック・ナイツ」においても、1990年代にF-5E タイガーIIの後継として採用され、2000年代にF-16に更新されるまで運用された。
2003年には第142飛行隊が解隊となり、同年には第143飛行隊はF-16C/Dに機種転換した。翌2004年には第145飛行隊もF-16C/Dに機種転換し、実戦部隊からA-4SUは姿を消した。
2005年には飛行訓練学校から退役した後も、フランスに派遣された第150飛行隊の機体が高等訓練用に運用され続けていたが、2014年9月3日付で第150飛行隊もアレーニア・アエルマッキM-346への機種転換が完了し、シンガポール空軍のA-4は全て退役した。

### クウェート

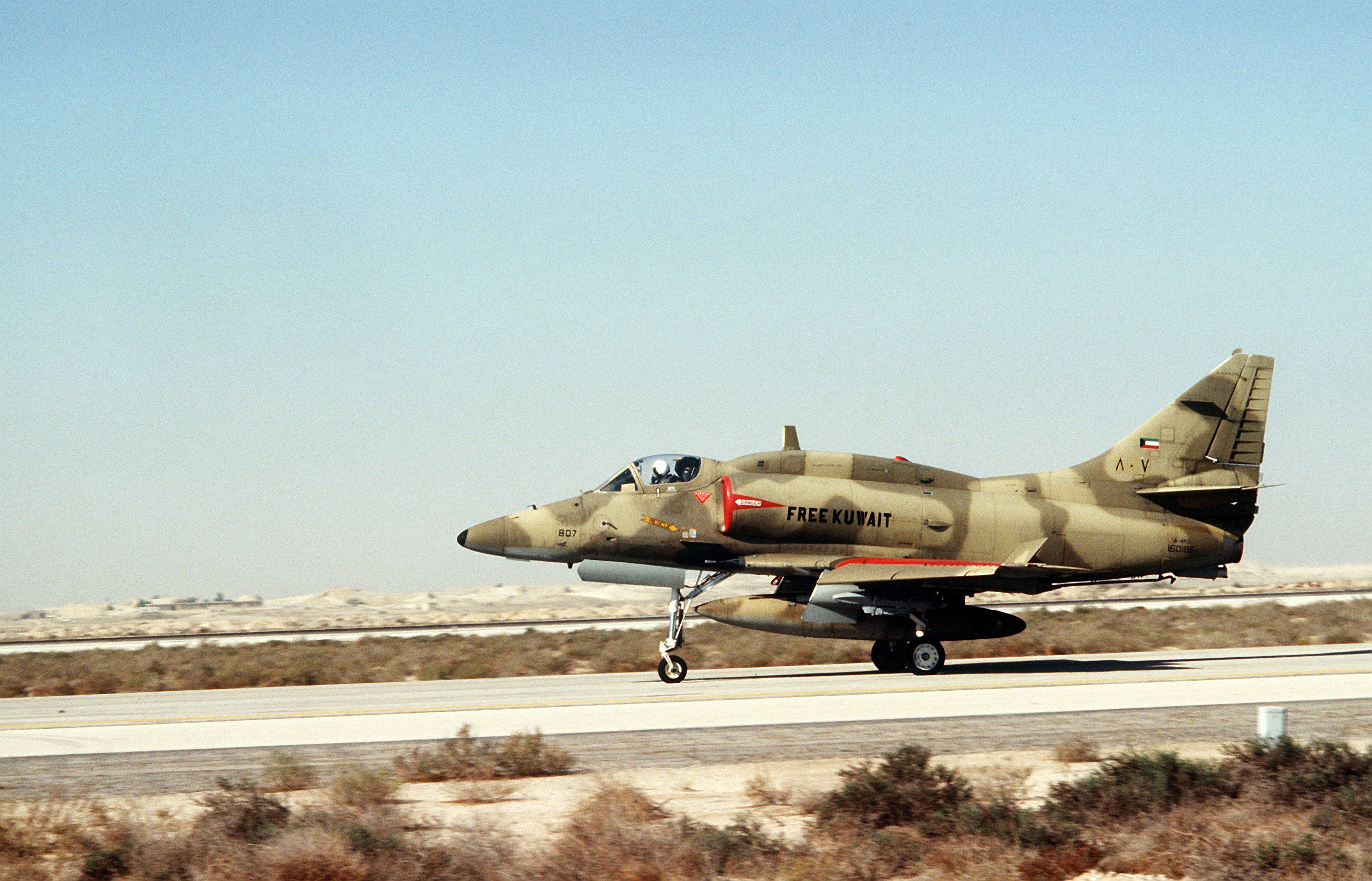
発進体制に入ったA-4KU。
機体側面に「FREE KUWAIT」（自由クウェート）と書かれている。

1974年、クウェート政府はマクドネル・ダグラス社との間で、新規製造された30機のA-4KUと6機のTA-4KU、合計36機を2億5千万USドルで購入する契約を交わした。A-4KUとTA-4KUはそれぞれA-4MとOA-4Mに相当する機体であるが、核兵器やAGM-45 シュライク ARM、AGM-62 ウォールアイ 誘導爆弾の運用能力と、ECM装備が省略されている。
機体の引き渡しは1977年より開始され、クウェート空軍に納入された機体はアフマド・アル＝ジャービル空軍基地の第9飛行隊と第25飛行隊に配備された。
1990年8月2日、イラクの共和国防衛隊がクウェートへの軍事侵攻を開始した際、クウェート空軍のA-4KU 2機が出撃し、共和国防衛隊の機甲部隊に攻撃を加えたほか、イラク軍のヘリコプター3機を撃墜した。
その後もクウェート空軍のA-4は、アフマド・アル＝ジャービル空軍基地の滑走路がイラク空軍の爆撃によって破壊された後も、近隣の高速道路を臨時滑走路として抗戦を続けたが4機のA-4KUを喪った。さらに8月4日早朝には1機が事故、4機がイラク軍の攻撃で失われた。
残存の24機は8月4日昼頃にクウェート国内での抗戦を断念し、サウジアラビアのキング・アブドゥルアジズ空軍基地へ脱出した。サウジアラビアへ脱出した部隊は、同じくクウェート空軍で採用されクウェート国内から脱出したミラージュF1と共に「自由クウェート空軍」を編成した。
1991年1月17日に「砂漠の嵐」作戦が開始されると、自由クウェート空軍のA-4も本作戦に参加したが、A-4KUのうちの1機（KAF-828）がイラク軍のZSU-23-4シルカもしくはレーダー誘導式SAMによって撃墜された。
パイロットのモハメッド・アル・ムバラク中佐は緊急脱出に成功し、イラク軍の捕虜となった
湾岸戦争終結後、クウェート空軍のA-4の残存機はF/A-18C/Dに更新されて退役し、モスボール保管状態に置かれていたが、1997年に23機（単座型のA-4KU 20機、複座型のTA-4KU 3機）がブラジル海軍に売却された。

### インドネシア

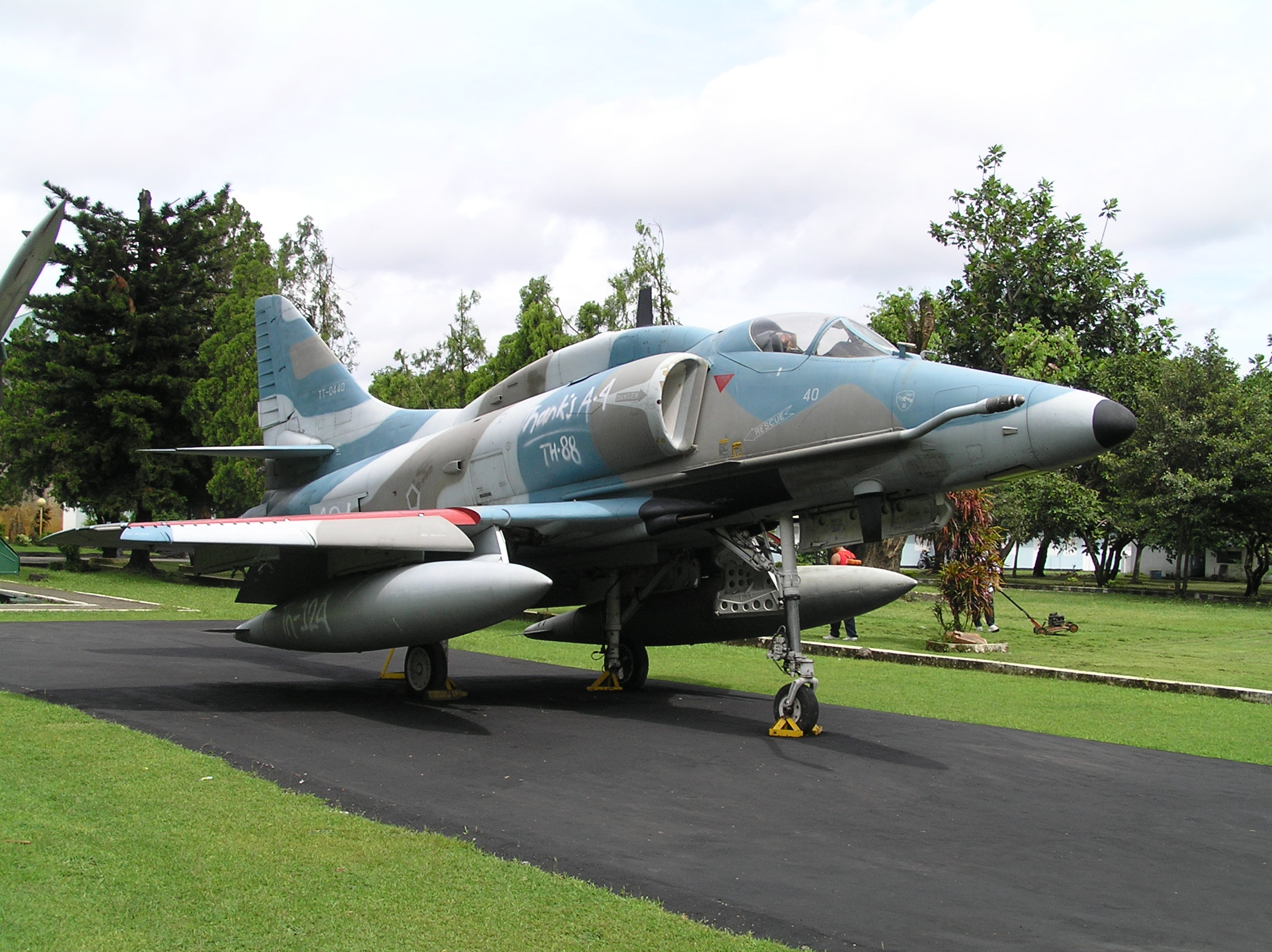
インドネシア空軍のA-4E
機関砲はイスラエル空軍時代に、DEFA 30mm機関砲に換装された

インドネシア空軍は、1980年から1982年にかけて、イスラエルから中古のA-4E 31機とTA-4H 2機を受領し
、1999年にはアメリカから2機のTA-4Jを追加受領した。
受領した機体は、1980年に東部を担当する第2空軍作戦コマンド隷下の第11飛行隊にT-33の後継として
、
1983年5月には西部を担当する第1空軍作戦コマンド隷下の第12飛行隊にMiG-19の後継として配備された
。
両飛行隊の機体は、ニューギニア島西部のパプア紛争とティモール島東部（現在の東ティモール）の東ティモール紛争において、自由パプア運動や東ティモール独立革命戦線のゲリラ鎮圧作戦に参加した。
1996年に第12飛行隊がホーク Mk.109/209に機種転換し、第11飛行隊も2004年にSu-27/Su-30に機種転換し退役した。

### マレーシア

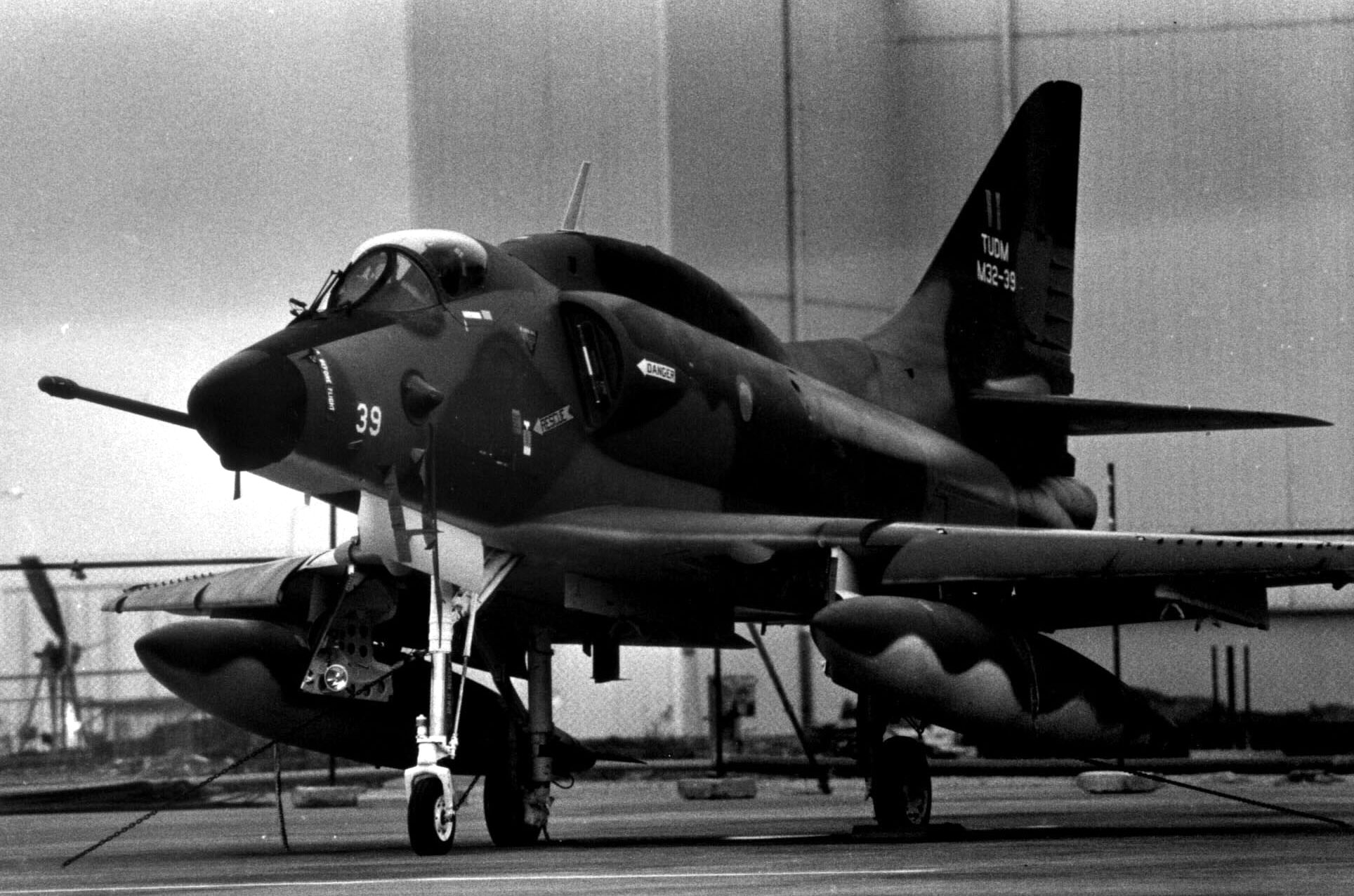
マレーシア空軍のA-4PTM スカイホーク。ハードポイントの数や機体上部のアビオニクスパックなど、A-4E/F/Mに似た特徴も多いが、空気取入口が機体に直付けになっている点は、それよりも旧式のA-4A/B/C/Lに共通する特徴である。

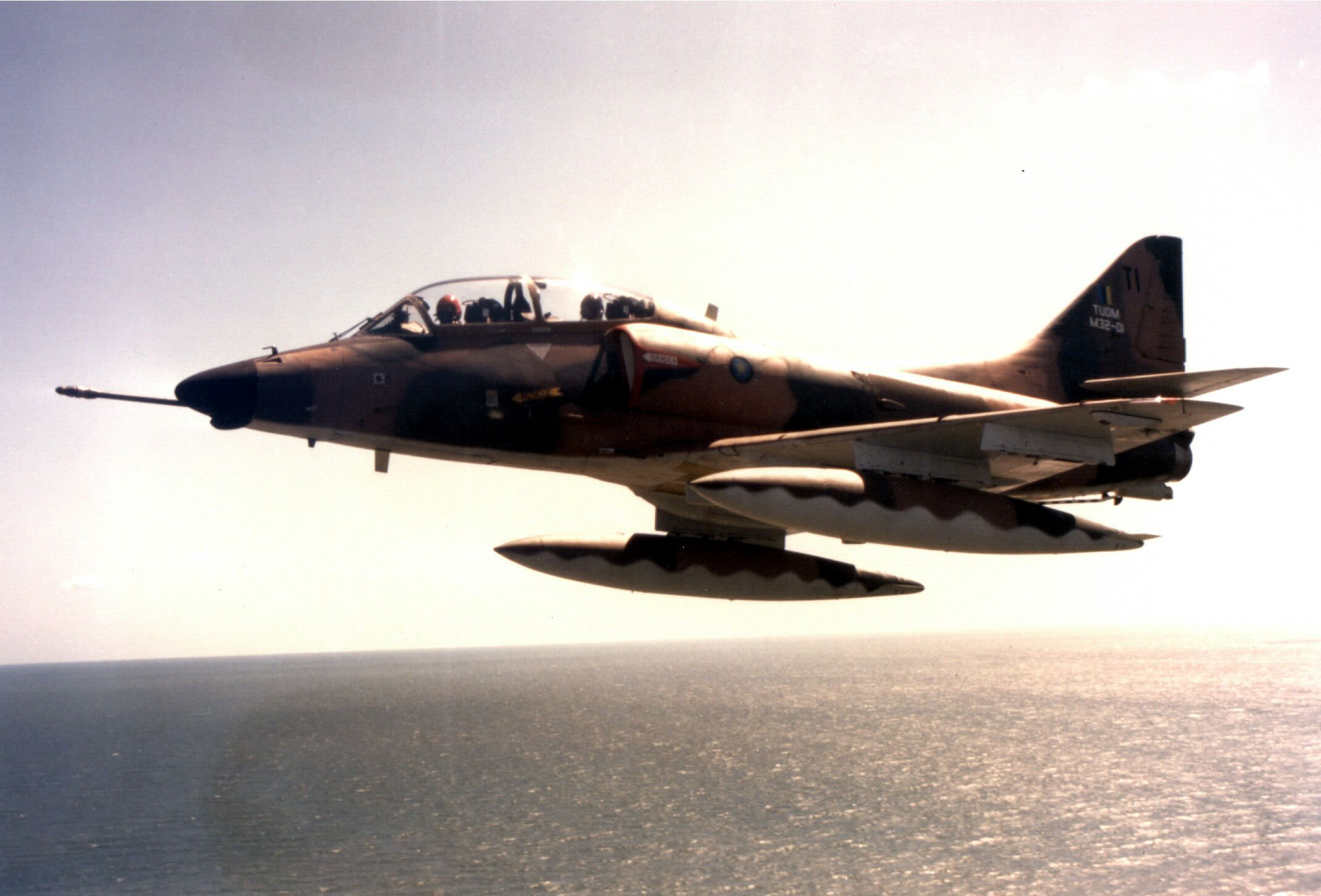
マレーシア空軍の複座型TA-4PTM スカイホーク。TA-4F/Jと同様に、前後座席で一体のキャノピーを装備している

マレーシア空軍は1982年にアメリカから中古のA-4C 25機とA-4L 63機（計88機）購入する契約を交わし、引き渡しは1984年から始まった。
これらの機体は、当初のマレーシア側の計画では54機の単座型と14機の複座型に改修する予定であったが、40機がグラマン社によって改修され、34機が単座型のA-4PTM、6機が複座型のTA-4PTMに改修された。
この改修によってハードポイントはA-4E/F/Mと同様に5か所に増やされたほか、A-4Cからの改修機にはアビオニクスパックが追加され、AIM-9 サイドワインダー AAMやAGM-65 マーベリック ASMの運用能力も付与された。
改修された機体はA/TA-4PTMは、クアンタン空軍基地の第6飛行隊と第9飛行隊に配備され、1990年代半ばにホークMk.108/Mk.208に更新されて退役した。

### ブラジル

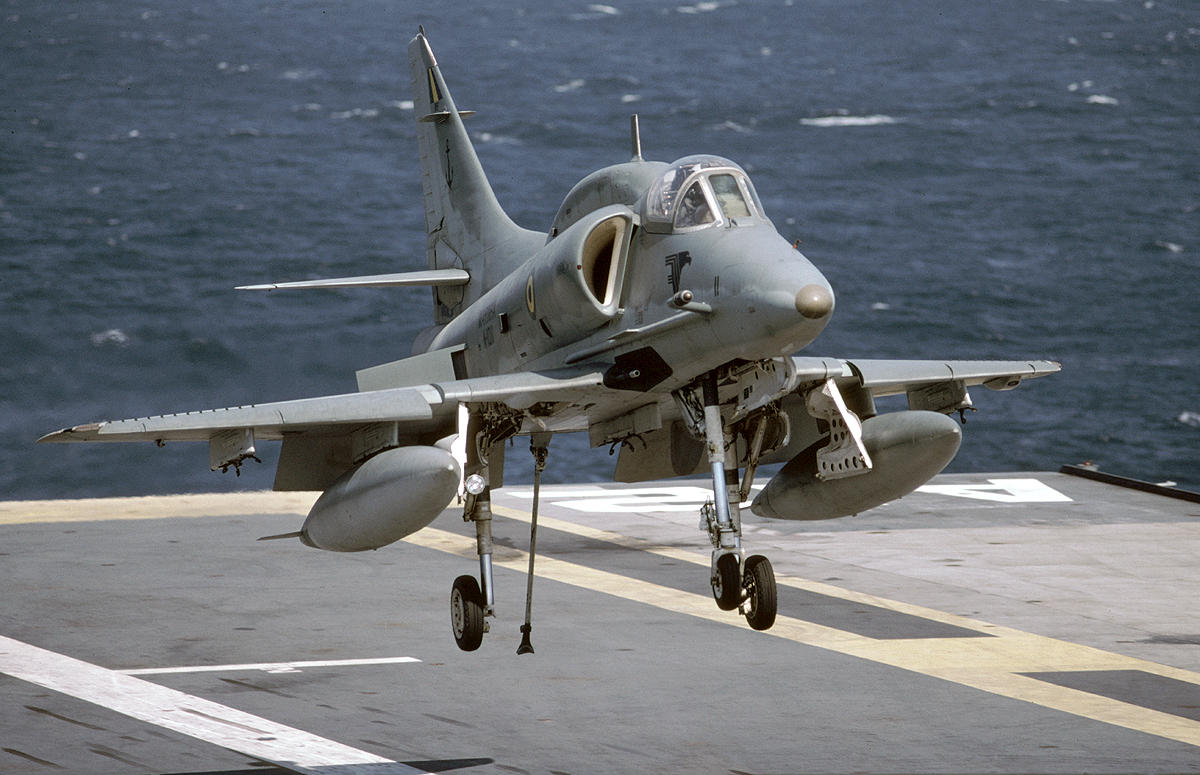
空母に着艦する、ブラジル海軍のAF-1 ファルカン（旧クウェート空軍 A-4KU）

1997年、ブラジルはアメリカの仲介により、クウェートから単座型のA-4KU 20機と複座型のTA-4KU 3機を7000万USドルで購入した。
1998年にブラジル海軍航空隊への引き渡しが完了した後は、広範な整備とアップグレードが行われ、単座型はAF-1、複座型はAF-1Aに改名され、ファルカン（Falcõn）の愛称が付けられた。
同年10月2日には、AF-1の運用部隊である第1迎撃・攻撃飛行隊（1º Esquadrão de Aviões de Interceptação e Ataque、通称VF-1 Falcões）が、リオデジャネイロ州のサン・ペドロ・ダ・アルデイア海軍航空基地 (Base Aérea Naval de São Pedro da Aldeia)において編成され、2000年4月20日には同基地に整備施設やハンガーなどの運用設備が完成した。
ブラジル海軍のAF-1のパイロットの機種転換、空母着艦訓練は、アメリカ・ミシシッピ州のメリディアン海軍航空基地に駐屯する第7訓練飛行隊（VT-7）とアルゼンチンにおいて実施された。
2001年1月18日には、空母「ミナス・ジェライス」への着艦も成功し、ブラジル海軍は固定翼の戦闘爆撃機による作戦行動能力を獲得した。「ミナス・ジェライス」の退役後は「サン・パウロ」を母艦として活動を開始した。
機体は受領当初、今後20年近くに渡って6,000時間程度まで運用可能とされていたが、一部の機体のエンジンファンブレードに腐食が見つかり、改修が必要となったものの資金難と改修を発注したロッキード・マーティンとの契約問題などにより遅延を余儀なくされた。
2009年4月14日、ブラジル国防省とエンブラエルは、9機のAF-1と3機のAF-1Aの計12機に近代化改修を行うことで合意した
。
この改修においては、以下の要素が盛り込まれている。
- 機体のオーバーホール（PMGA）
- エンジンのオーバーホール（イスラエル・エアロスペース・インダストリーズ）
- 新型レーダーの搭載（イスラエル・エルタ・システムズ製EL/M-2032）
- 新型HUDの搭載
- コクピット内部に2基の5インチ×7インチの戦術カラー多機能ディスプレイを搭載し、HOTAS化。
- 新型の機上コンピュータ、無線機、データリンク、TACAN航法装置の搭載
- 従来の液体酸素ボンベに替えて、機上酸素発生装置（On Board Oxygen Generation System）を搭載。

また、下記の各種新型兵器の運用能力も付与されると言われている。
- MAA-1B ピラーニャ（英語版、ポルトガル語版） / Aダーター IRH AAM
- ダービー BVR AAM
- MAN-1（英語版、ポルトガル語版） ASM
- SPICE（英語版） CCD/IIR/INS/GPS併用型誘導爆弾[62]

この改修を受けた機体は単座型はAF-1B、複座型はAF-1Cと改称される予定となっており、ブラジル海軍ではこの改修によってAF-1を2025年まで運用を続ける予定である。
2015年5月26日には、改修が完了した単座型AF-1Bの1番機がブラジル海軍に引き渡された
。

### 民間企業

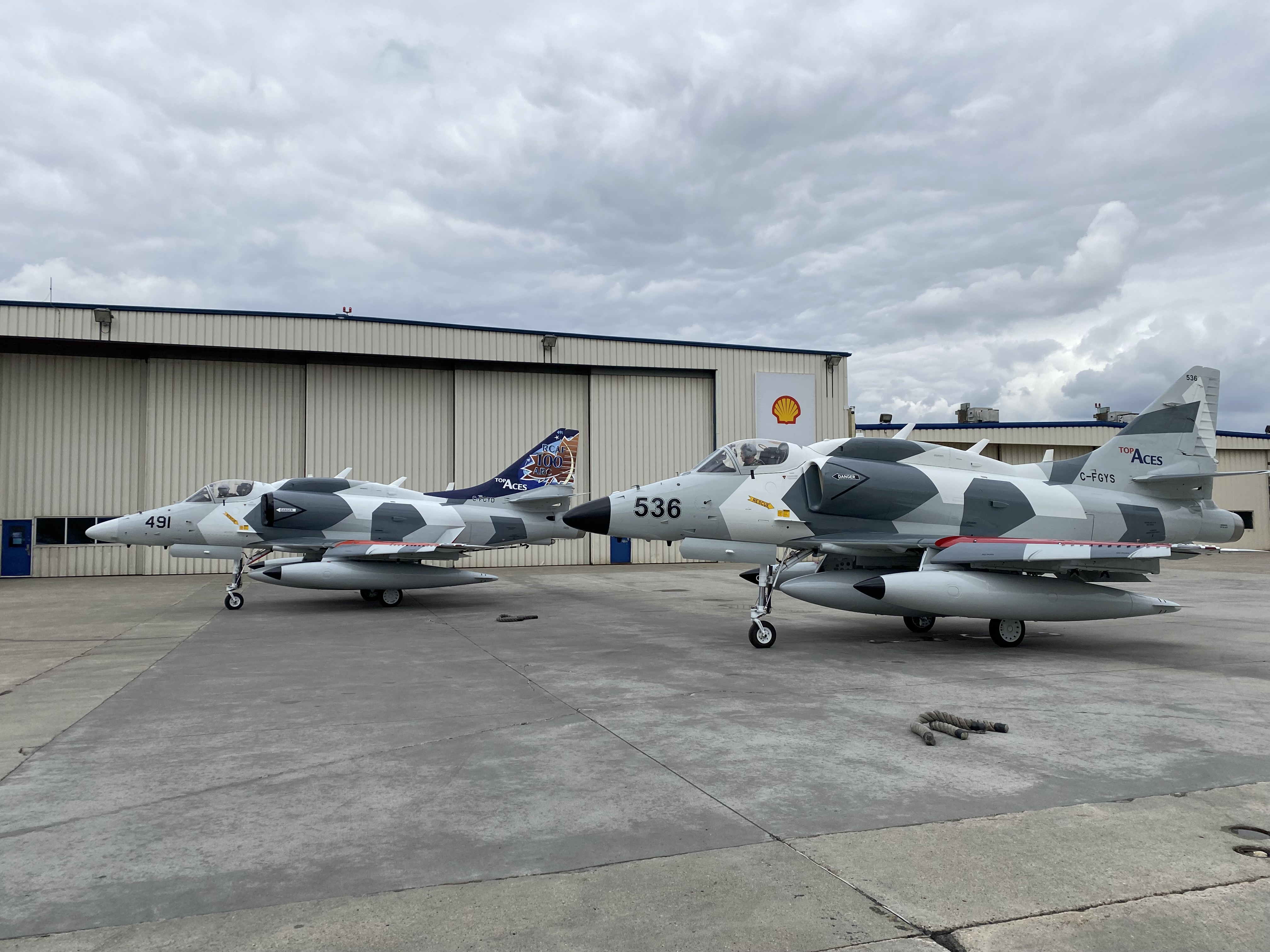
トップエーセス社のA-4N

A-4は生産数が多く、また飛行性能や外部搭載能力も優れていたことから、各国軍から退役する機体が増えると、民間企業がこれを購入し、標的曳航や仮想敵（ADAIR）など訓練支援の業務請負に用いる例も増えている。
最初にA-4の運用を開始した民間企業がフライトシステムズ社（FSI）で、1970年代にA-4C/Lを導入し、CL-13A（セイバーMk.5）とともに標的曳航に用いられた。またペイロードの多さから、電子戦ポッドを搭載して艦隊への電子攻撃をシミュレートする電子戦訓練にも、1986年ごろまで用いられていた。
A-4が各国軍で長く用いられたためになかなか退役機が出ず、民間企業への払い下げも進まなかったが、1993年にはメサに本社を置くアドバンスト・トレーニングシステムズ・インターナショナル（ATSI）社がイスラエル空軍からA-4N 10機の払い下げを受け、後にはTA-4J 3機も追加購入した。これらの機体は、機関砲や軍用アビオニクスを撤去し、民間仕様の無線機などを搭載している。ATSIは2013年にカナダのトップエーセス社に買収されたが、2020年代には、より多様な脅威のシミュレートに対応するため、AESA式のフェーズドアレイレーダーや赤外線捜索追尾システム（IRST）、ヘルメット搭載キューイングシステムやリンク 16などから構成されるAAMS（Advanced Aggressor Mission System）を搭載するよう改修されており、改修された機体はA-4AAFと称される。
またドラケン・インターナショナルもニュージーランド空軍を退役したA-4KおよびA-4Nを運用しているが、前者はニュージーランド空軍在籍中にAN/APG-66を搭載しているほか、後者にも、2022年よりBAEシステムズによりレーダーの搭載などを含む「A-4ever」改修が行われている。
このほか、ATACも、ATSIやA-4L LLC社からのリースによりA-4を運用していたことがある。

## 仕様（A-4F）
出典: en:A-4 Skyhawk
諸元
- 乗員: 1 (2：TA-4J,TA-4F,OA-4F)
- 全長: 12.22 m （40 ft 3 in）
- 全高: 4.57 m （15 ft）
- 翼幅: 8.38 m（26 ft 6 in）
- 翼面積: 24.15 m2 （259 ft2）
- 翼型: NACA 0008-1.1-25 root, NACA 0005-0.825-50 tip
- 空虚重量: 4,750 kg （10,450 lb）
- 運用時重量: 8,318 kg （18,300 lb）
- 最大離陸重量: 11,136 kg （24,500 lb）
- 動力: P&W J52-P8A ターボジェット、41 kN （9,300 lbf(4,220kg)）  × 1

性能
- 最大速度: 1,077 km/h=M0.88 （585 kt）
- 航続距離: 3,220 km （1,700 nm）
- 実用上昇限度: 12,880 m （42,250 ft）
- 上昇率: 43 m/s （8,440 ft/min）
- 翼面荷重: 344.4 kg/m2 （70.7 lb/ft2）
- 推力重量比: 0.51

武装

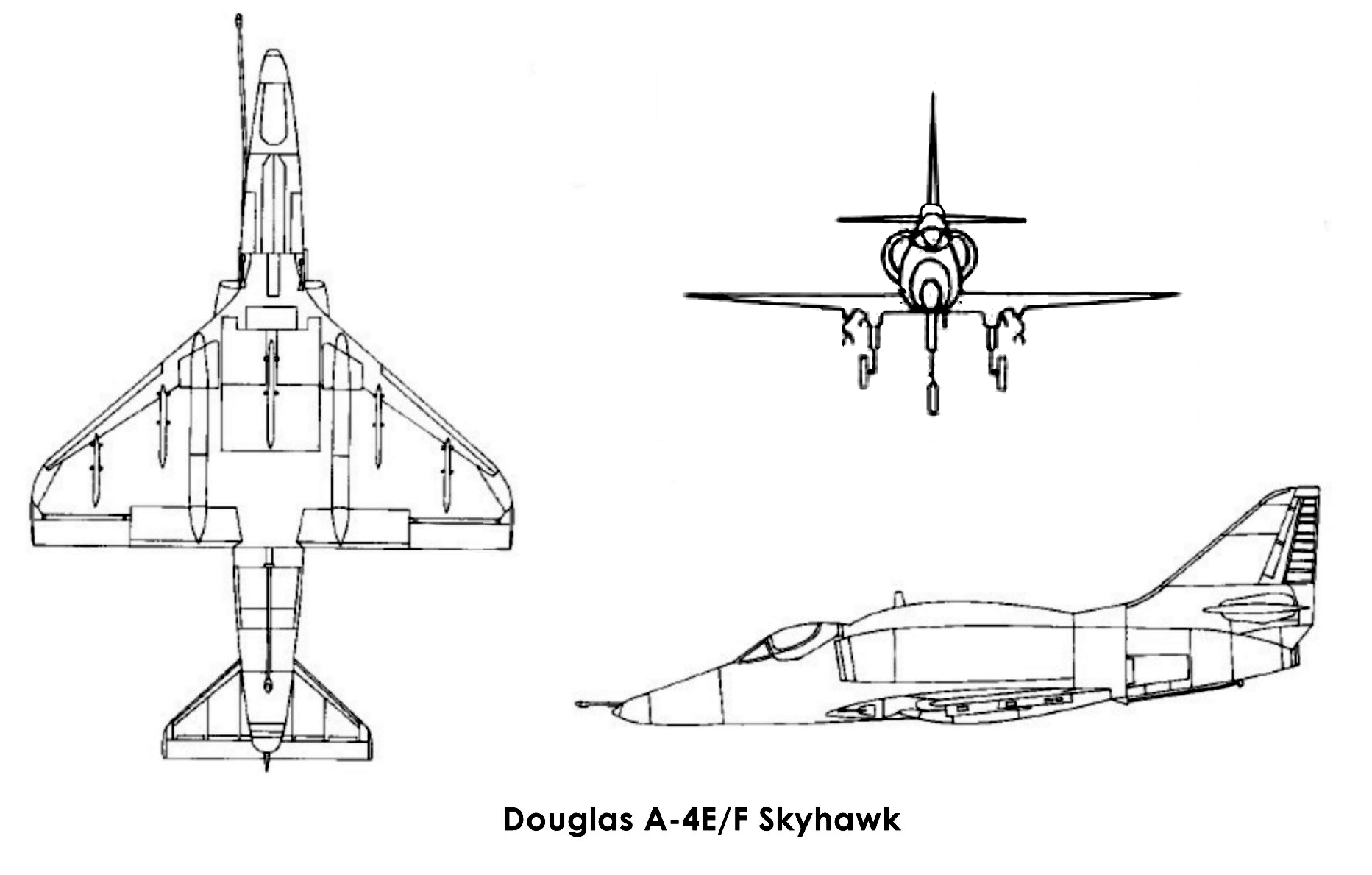
A-4 三面図

- * 固定武装 コルト Mk12 20 mm 機関砲 × 2
- ミサイル
  - AIM-9 サイドワインダー × 4
  - AGM-45 シュライク × 2
  - AGM-65 マーベリック × 2
  - AGM-62 ウォールアイ × 2
  - AGM-12 ブルパップ × 2
- ロケット弾
  - 5インチ(127mm) ズーニー × 16発（LAU-10 4連装ポッド × 4基）
- 爆弾： 4,490 kg （9,900 lb） 外部ハードポイント × 5
  - ロックアイ Mk.20 CBU
  - ロックアイ Mk.7/APAM-59 CBU
  - Mk.81 汎用爆弾 （250 lb）
  - Mk.82 汎用爆弾 （500 lb）
  - Mk.83 汎用爆弾 （1,000 lb）
  - Mk.84 汎用爆弾 （2,000 lb）
  - B43 核爆弾
  - B57 核爆弾
  - B61 核爆弾

## 登場作品

### 映画・テレビドラマ
『ウルトラマン80』
オーストラリアUGM所属機として、赤い塗装を施された機体が登場。最終回にて、第27話で極東エリアからオーストラリアゾーンへ転属となったハラダ隊員とタジマ隊員が搭乗し、マーゴドンに苦戦する極東エリアUGMの元へ「ジャイアントボール作戦」を支援するために駆けつける。そして、燃料不足に陥っていたスカイハイヤーへ空中給油を行うと、マーゴドンに冷凍弾を投下して動きを封じ込め、巨大鉄球をぶつけるチャンスを作る。
『デルタ・フォース』
イスラエル空軍機が登場。デルタフォースと救出された人質を乗せてレバノンから脱出してきたアメリカン・トラベル・ウェイ（ATW）282便を、イスラエルのベン・グリオン国際空港まで護衛する。
『トータル・フィアーズ』
イスラエル空軍機が登場。冒頭の第四次中東戦争にて、核爆弾を搭載し離陸するが、撃墜される。
『トップガン』
トップガンの教官が搭乗する仮想敵機として登場。主人公が搭乗するF-14 トムキャットとドッグファイトを繰り広げる。
『ライトスタッフ』
アメリカ海軍パイロットであるアラン・シェパードの乗機として登場。

### 漫画
『エリア88』
アスラン王国空軍に所属する傭兵部隊の主力機として登場。代表的な搭乗者はグレッグ・ゲイツ、バクシー・マローン、キャンベルなど。
『FREEDOM FIGHTER』
コンバットコミックに連載された鈴矢那智の作品。湾岸戦争の「砂漠の嵐」作戦にクウェート空軍のA-4KUが登場。

### 小説
『スーパー・ゼロ』
『征途』
ヴェトナム戦争に派遣された海上自衛隊の航空護衛艦「かが」（合衆国から供与されたエセックス級航空母艦）の艦載機として、「A4EJ」という架空型が登場。

### ゲーム
『WarThunder』
アメリカツリーにA-4BとA-4E、イスラエルツリーにA-4EとA-4Nが登場。
『Wargame Red Dragon』
NATO陣営のアメリカ軍デッキで使用可能な航空機として、A-4FとA-4Mが登場。
『エースコンバット2』
F-4 ファントムIIとともにゲーム開始時から使用可能な機体として登場。
『ストライクファイタープロジェクト1』
1960年代のアメリカ製軍用機を使用可能なフライトシミュレーター。代表的な航空機としてA-4のB型からF型まで使用できる。
『フィクショナル・トルーパーズ』
メカール共和国軍のランク1として選択可能。リプレイ劇画には1機だけ試験導入されたGPU-5/A 30mm ガンポッドを胴体下へ装備した機体が登場している。